# Třída Furutaka
Třída Furutaka (古鷹型 Furutaka gata), či původně třída Kako (加古型 Kako gata), byla třída dvou těžkých křižníků japonského císařského námořnictva postavených v letech 1922 až 1926 podle Hiragova projektu 7500T průzkumných křižníků. Jednalo se o křižníky Kako a Furutaka. Následující dvě jednotky byly kvůli změnám v projektu zařazeny do samostatné třídy Aoba. Tyto celkem čtyři jednotky byly původně stavěny jako velké průzkumné křižníky, ale podle washingtonské a londýnské konference spadly do kategorie těžkých křižníků. To z nich učinilo jediné předwashingtonské těžké křižníky císařského námořnictva a zároveň jediné japonské těžké křižníky, které nepřekročily 10 000T limit stanovený washingtonskou konferencí.
Byly to (spolu s třídou Aoba) poslední japonské křižníky poháněné v licenci vyrobenými turbínami a jedny z prvních japonských křižníků využívajících k pohonu přehřátou páru. Obě jednotky třídy Furutaka byly vyzbrojeny šesti 200mm kanóny typu 3. roku (éry Taišó: 三年式 3-nenšiki – tj. roku 1914) v jednohlavňových lafetacích modelu A, umístěných po třech na přídi a zádi, což dodalo třídě Furutaka unikátní siluetu. Nové bylo též využití pancéřování jako integrovaného konstrukčního prvku. Navzdory úsporám v hmotnosti byl 2/3 zkouškový výtlak po dokončení překročen o více než 10,6 %. Přesto byly po dokončení křižníky třídy Furutaka pod limity stanovenými washingtonskou konferencí: ráže děl byla o 3 milimetry menší a standardní výtlak (musel být zpětně dopočítán, 7500T křižníky byly navrhovány vzhledem k normálnímu výtlaku) byl o 2050 T nižší.
Ve druhé polovině 30. let prošly obě jednotky velkou rekonstrukcí. Ta byla u Kako oficiálně dokončena 27. prosince 1937 a u Furutaky 30. dubna 1939. Modernizace obnášela zejména předělání kotelen (po rekonstrukci se v kotlích spaloval výhradně topný olej), instalaci nových výdutí protitorpédové obšívky, rekonstrukci a zvýšení můstku, zrušení pevných torpédometů v trupu a instalaci otočných torpédometů na horní palubu, modernizaci systémů řízení palby a přezbrojení hlavní baterie 203,2mm kanóny typu 3. roku ve třech dvouhlavňových dělových věžích modelu E2. I tak ale jednotky třídy Furutaka zůstaly nejmenšími a nejslaběji vyzbrojenými těžkými křižníky císařského námořnictva. Po rekonstrukci se silueta třídy Furutaka přiblížila třídě Aoba, od které se dala rychle identifikovat umístěním zadního stěžně mezi katapultem a zadní dělovou věží.
Obě jednotky často operovaly spolu s jednotkami následující třídy Aoba. Vedle účasti na předválečných námořních cvičeních a námořních přehlídkách se oba křižníky koncem 20. a během 30. let několikrát objevily v čínských vodách. Za druhé světové války v Tichomoří se zúčastnily počáteční fáze bojů, než byly oba potopeny během bojů o Guadalcanal v srpnu (Kako) a říjnu (Furutaka) 1942.
U japonských jmen je rodné jméno uváděno na prvním místě a rodové jméno na druhém.
Míry jsou uváděny v jednotkách uváděných v pramenech s případným přepočtem do metrické soustavy v závorce. Pro přepočet koňské síly bylo použito vztahu pro metrickou koňskou sílu.
Při přepisu japonštiny byla použita česká transkripce.

## Pozadí vzniku
Konstrukce budoucích těžkých křižníků třídy Furutaka má své kořeny v návrzích japonských průzkumných křižníků (偵察巡洋艦 teisacu džunjókan). Požadavky na jejich stavbu se před první světovou válkou objevovaly v návrzích plánů rozvoje loďstva (1910: jeden, 1911: dva, 1914: tři 6000T s výzbrojí čtyř 200mm kanónů), ale žádný z nich nebyl realizován. Myšlenka průzkumného křižníku ale nezapadla a Kaigun gunreibu (海軍軍令部 ~ námořní generální štáb) následně požadoval vypracování dalšího návrhu. Dne 22. září 1916 předložil Kaigun gidžucu honbu (海軍技術本部 ~ námořní technický úřad) návrh 7200T průzkumného křižníku. Ten měl být – při normálním výtlaku 7200 T, s rychlostí 36 uzlů (66,7 km/h) a se 76mm bočním pancéřovým pásem – vyzbrojen nejméně dvanácti 140mm kanóny typu 3. roku ve dvouhlavňových lafetacích v podélné ose plavidla (4xII) a v jednohlavňových lafetacích na bocích. Výzbroj mělo doplňovat osm pevných 610mm torpédometů (4xII). Již u tohoto návrhu byla zvažována i alternativní výzbroj založená na právě vyvíjených 200mm kanónech typu 3. roku.
Dne 29. srpna 1916 zveřejnilo americké námořnictvo svoje plány na výstavbu loďstva (Naval Act of 1916), které (kromě jiného) předpokládaly stavbu deseti 7100T (normálního výtlaku) průzkumných křižníků (scout cruiser). Ty měly dosahovat rychlosti 35 uzlů (64,8 km/h) a být vyzbrojeny osmi šestipalcovými (152,4 mm) kanóny a čtyřmi torpédomety. Po dalších úpravách z nich vzešla třída Omaha.
Samotné schválení amerického plánu – i když Japonci ještě neznali jeho detaily – urychlilo schválení japonského plánu 8-4, ke kterému došlo 14. července 1917. Tento plán kromě jiného počítal se stavbou tří 7200T průzkumných křižníků podle projektu ze září 1916. V polovině roku 1917 se Japonci dozvěděli plánované parametry amerických průzkumných křižníků, a ještě v létě téhož roku nařídil Kaigun gunreibu plán 8-4 modifikovat. 7200T průzkumné křižníky byly z plánu vyřazeny a Kaigun gidžucu honbu začal pracovat na projektu 8000T průzkumného křižníku.
Koncept 8000T průzkumného křižníku vycházel ze 7200T návrhu a ve verzi z počátku roku 1918 se mělo jednat o průzkumné křižníky schopné dosáhnout rychlosti 35,5 uzlů (65,75 km/h), s normálním výtlakem 8000 T a výzbrojí deseti až dvanácti 140mm kanónů typu 3. roku ve dvouhlavňových lafetacích v podélné ose plavidla. Již se objevilo pyramidové uspořádání tří lafetací na přídi s vyvýšenou prostřední lafetací. Na zádi se měla nacházet buďto stejně uspořádaná trojice, a nebo jenom dvojice lafetací. Torpédová výzbroj a ochrana zůstaly stejné, jako u 7200T návrhu. Opět se zvažovala i alternativní výzbroj založená na vyvíjených 200mm kanónech typu 3. roku. Plán rozvoje loďstva 8-8 schválený v červenci 1920 počítal se stavbou čtyř 8000T průzkumných křižníků. Odhad z června 1919 počítal s cenou 8 039 000 jenů, ale v létě 1920 se vlivem inflace cena vyhoupla přes 11 000 000 jenů za jednotku.

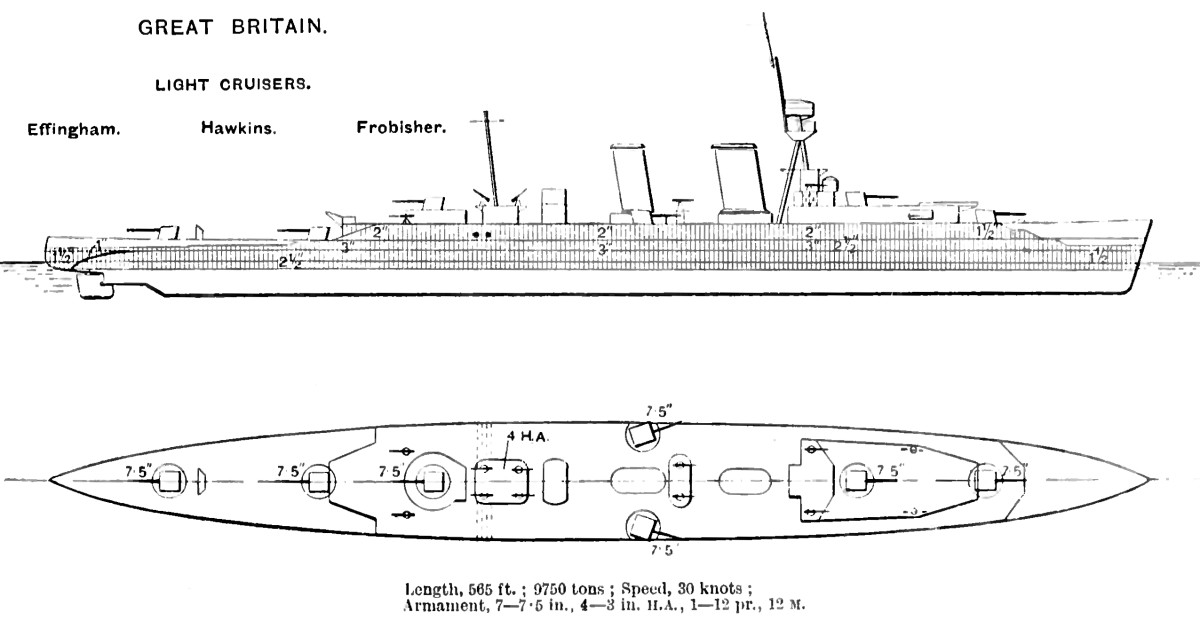
Schéma britských křižníků třídy Hawkins, jejichž existence měla vliv na vývoj japonské koncepce průzkumných křižníků

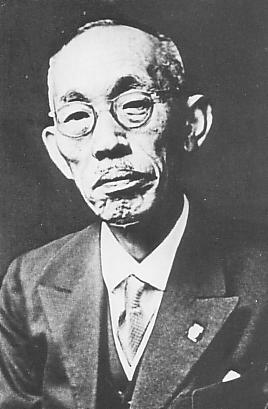
Juzuru Hiraga, hlavní projektant třídy Furutaka a několika dalších konstrukcí císařského námořnictva

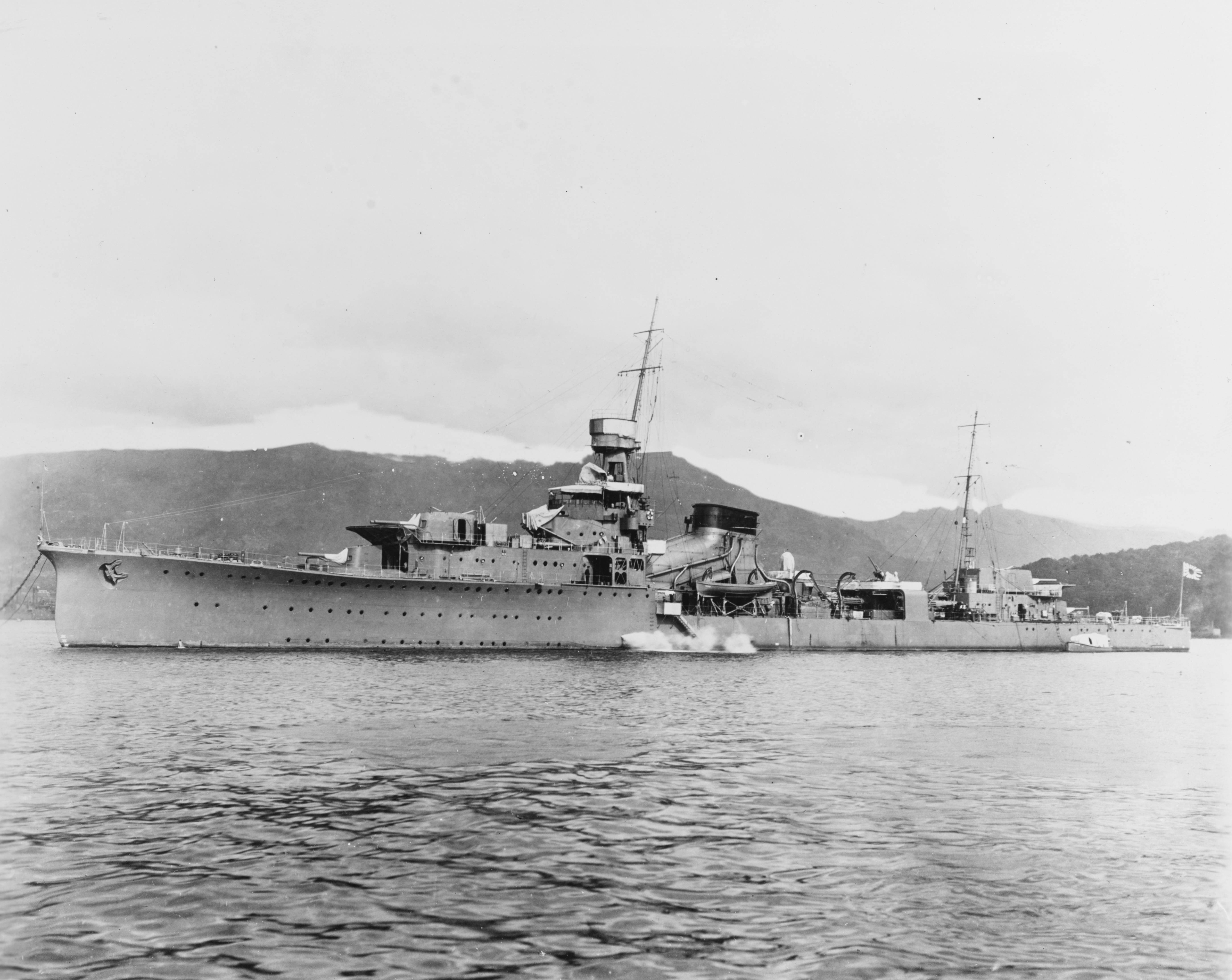
Hiragou navržené novinky byly nejprve ověřeny na experimentálním křižníku Júbari. Ten byl stále ještě vyzbrojen 140mm kanóny typu 3. roku, které byly plánovány i jako hlavní výzbroj průzkumných křižníků raných návrhů

Ale ani 8000T průzkumné křižníky se realizace nedočkaly. Jedním z důvodů bylo posílení výzbroje Američany stavěných křižníků třídy Omaha přidáním dalších čtyř šestipalcových kanónů. Druhým důvodem se stala realizace britské třídy Hawkins a návštěva HMS Hawkins v Japonsku v roce 1920. Výzbroj britského křižníku tvořilo sedm 7,5" (190 mm) kanónů Mk VI s dostřelem 19 600 metrů a jeho boční salva vážila 544 kilogramů. Tím překonával dostřelem i hmotností boční salvy nejenom tehdy stavěné 5500T křižníky třídy Kuma, ale i projekt 8000T průzkumných křižníků s jejich 140mm kanóny. Kaigun gunreibu proto zvažoval zvýšení ráže hlavní baterie 8000T křižníků na 180, 190, nebo dokonce 200 mm.
S úplně jiným řešením přišel zósen taisa (造船大佐 ~ námořní kapitán–lodní konstruktér) Juzuru Hiraga, tehdejší nový vedoucí Kihon keikaku (基本計画 ~ podsekce základních návrhů) Zósenbu (造船部 ~ sekce lodních konstrukcí/4. sekce) Kaigun kansei honbu (海軍艦政本部 bývalý Kaigun gidžucu honbu). Hiraga vypracoval návrh 7500T průzkumného křižníku, který měl dosahovat rychlosti 35 uzlů a nést šest 200mm kanónů v jednohlavňových lafetacích umístěných v podélné ose plavidla. Revoluční byla rovněž integrace pancéřové ochrany jako konstrukčního prvku pro úsporu hmotnosti – tuto ideu následně Hiraga otestoval na experimentálním křižníku Júbari.
V srpnu 1921 dokázal Hiraga přesvědčit Kaigun gunreibu o přednostech svého návrhu a projekt 8000T průzkumných křižníků tak byl definitivně zavržen ve prospěch 7500T Hiragovy konstrukce.
Dne 6. února 1922 byla ve Washingtonu podepsána dohoda omezujících námořní zbrojení. Po zastavení stavby plavidel neslučitelných se závěry washingtonské konference se císařské námořnictvo soustředilo na stavbu 18 zbývajících jednotek z programů 8-6 a 8-8, mezi kterými byly i dva 7500T průzkumné křižníky. Dne 20. června 1922 byla loděnici Kawasaki v Kóbe zadána stavba 7500T křižníku číslo 1 (budoucí Kako). Téhož dne byla loděnici Micubiši v Nagasaki zadána stavba 7500T křižníku číslo 2 (budoucí Furutaka). Tou dobou rovněž začaly práce na detailních výkresech 7500T průzkumných křižníků
Omezený program (海軍軍備制限計画 Kaigun gunbi seigen keikaku) zveřejněný 3. července 1922 již počítal se čtyřmi 7500T „křižníky velkého modelu“ (大型巡洋艦 dai-gata džunjókan, definovanými podle normálního výtlaku) a navíc čtyřmi 10 000T „křižníky velkého modelu“ (definovanými podle standardního výtlaku). Tyto počty odsouhlasil i doplňovací program válečných plavidel z roku 1923 (大正12年度艦艇補充計画 Taišó 12-nendo kantei hodžú keikaku), který Teikoku-gikai (帝國議会 ~ Císařský parlament) přijal na svém 46. zasedání mezi 27. prosincem 1922 a 27. březnem 1923.
Stavba křižníku třídy A č. 1 začala 17. listopadu 1922 a se stavbou křižníku třídy A č. 2 se začalo 5. prosince 1922 – tedy ještě dříve, než jejich stavbu odsouhlasil Teikoku-gikai. Cena za jednotku byla při zahájení stavby odhadnuta na přibližně 15 000 000 jenů a měly ji pokrýt prostředky vyhrazené na stavbu jednotek zrušených po washingtonské konferenci.

## Klasifikace a pojmenování
Podle Gunkan ojobi suiraitei ruibecu tókjú hjódžun (軍艦及び水雷艇類別等級標準 ~ Standardy pro klasifikaci tříd válečných lodí a torpédovek) z 21. března 1898 spadaly jednotky projektu 7500T křižníků do kategorie křižníků 1. třídy (一等巡洋艦 ittó džunjókan), jelikož jejich výtlak přesahoval 7000 T. Rovněž se o nich oficiálně hovořilo jako o křižnících třídy A (高級巡洋艦 kó-kjú džunjókan), přičemž toto označení se spolu s pořadovým číslem používalo do doby, než byla jednotkám přidělena jména: 11. srpna 1922 se z křižníku třídy A č. 2 stala Furutaka a 9. října bylo křižníku třídy A č. 1 přiděleno jméno Kako. Podle nařízení ministra námořnictva taišó (大将 ~ admirál) Gonnohjóe Jamamota z roku 1905, měly být křižníky 1. třídy pojmenovány podle hor. To bylo dodrženo pouze v případě Furutaky, pojmenované podle hory na ostrově Etadžima. Pro Kako bylo ale použito pojmenování podle řeky v prefektuře Hjógo. Bylo tak použito jméno, které měla původně nést zrušená čtvrtá jednotka třídy Sendai – tedy jméno, které by měl nést křižník 2. třídy (pod 7000 T, pojmenovávání podle řek) a ne křižník 1. třídy.
Neoficiálně se používalo označení dai-gata džunjókan. Teprve později byly jednotky označeny za těžké křižníky (重巡洋艦 džú džunjókan).
Nová třída byla – podle první jednotky spuštěné na vodu – pojmenována jako třída Kako. V letech 1929 až 1930 ministr námořnictva taišó Takeši Takarabe nařídil, aby se třída jmenovala podle první dokončené jednotky – tedy jako třída Furutaka.

## Konstrukce

### Trup

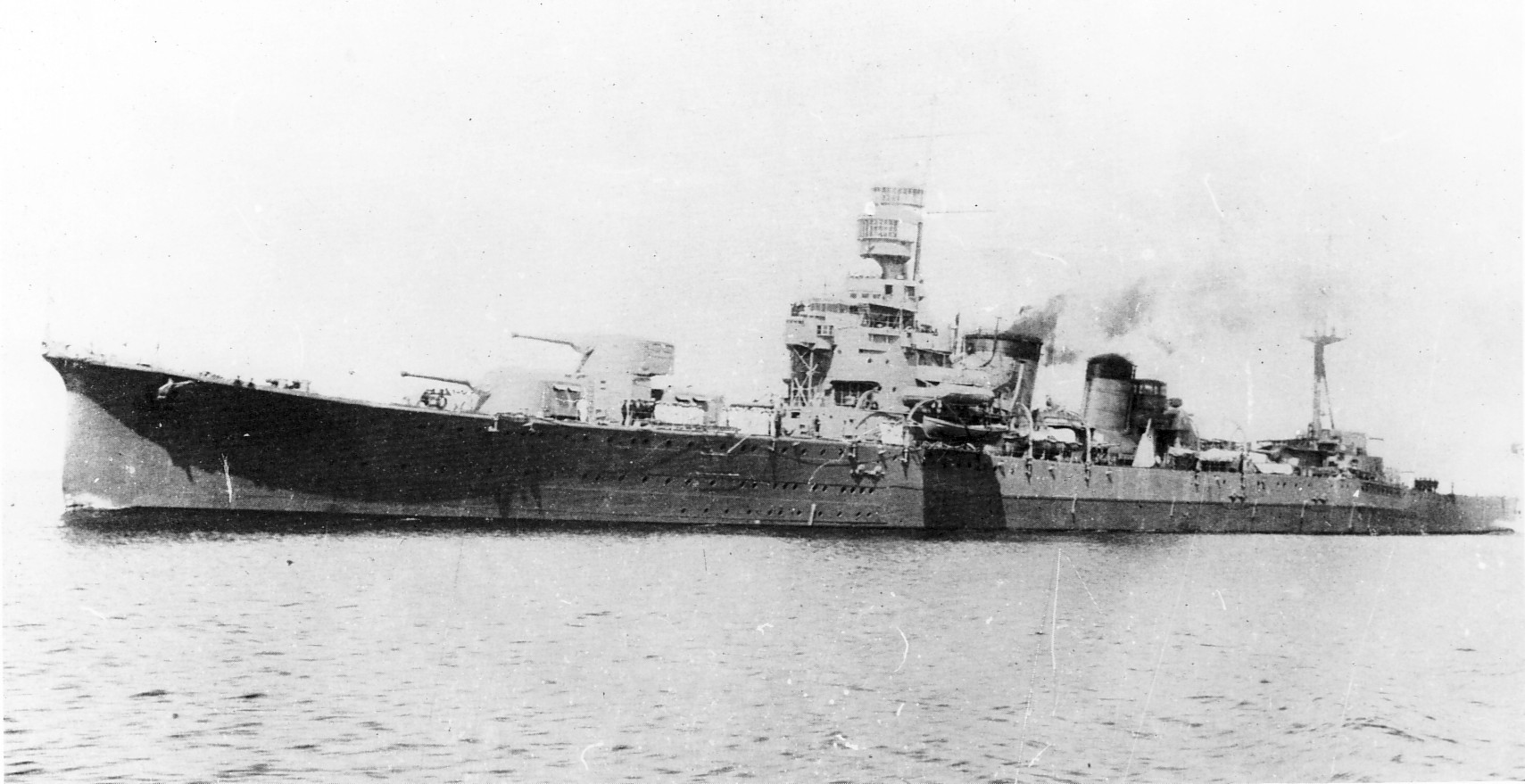
Furutaka 5. dubna 1926 v Nagasaki. Fotografie zachycuje stav křižníku v jeho původní podobě několik dní po přijetí do služby: nízký přední komín, vyústění větrání přední kotelny na úrovni dolního můstku je ještě odkryté a rovněž z modifikované startovací plošiny typu Heinkel je instalována pouze její menší část na lafetaci č. 4 hlavní baterie. Všimněte si dlouhého krytu větrání můstku na dolní můstkové palubě

Hiraga – k 1. červnu 1922 povýšený na zósen šóšó (造船少将 ~ kontradmirál–lodní konstruktér) – navrhl trup 7500T křižníků s ohledem na dosažení co největší rychlosti. Vzhledem k délce (projektovaná jako 181,356 m na vodorysce při 2/3 zkušebním výtlaku) tak měly křižníky třídy Furutaka nejužší trup (projektováno 15,480 m na vodorysce při 2/3 zkušebním výtlaku) ze všech japonských křižníků – poměr délky k šířce byl téměř 11,72. Dalším prostředkem k dosažení vysoké rychlosti bylo využití pancéřování jako integrální části trupu, což zvyšovalo pevnost trupu a vedlo k úspoře hmotnosti, jak bylo vyzkoušeno na experimentálním křižníku Júbari. Další úspory hmotnosti docílil Hiraga zvoleným profilem trupu. Volný bok byl na přídi projektován na 8,53 m kvůli dobrým plavebním vlastnostem, ale na zádi byl projektován již na pouhých 4,57 m. Snížení ale nebylo dosaženo použitím vyvýšené přední paluby, nýbrž zakřivením celé střední a horní paluby, které byly průběžné po celé délce. To rovněž přispělo k posílení konstrukce.
Jednotlivé části trupu a nástaveb byly spojovány nýtováním, neboť s obloukovým svařováním se v Japonsku 20. let teprve experimentovalo a na 7500T průzkumných křižnících tato technologie nebyla použita.
Podélnou pevnost dvojitého trupu 7500T křižníků zajišťovala kombinace kýlu, podélných žeber (sedm na každé straně), bočních pancéřových pásů a pancéřové střední paluby. Kýl byl vysoký 1,066 m a byl zhotoven ze 40lb (~ 25,4 mm – tloušťka plátů se uváděla v librách) vysokotažné ocele. Z vysokotažné ocele byly vyrobeny i všechny další konstrukční prvky, včetně obšívky vnějšího a vnitřního trupu (kromě pancéřování). Konstrukci trupu dále tvořilo 321 příčných žeber umístěných v rozestupech po 61 až 114,3 centimetrech:
| Sekce                 | Žebra      | Rozestupy [cm] | Celkové délka sekce [m] |
| --------------------- | ---------- | -------------- | ----------------------- |
| Příď                  | 1 až 46    | 61,0           | 28,042                  |
| Přední muniční sklady | 46 až 111  | 91,4           | 29,261                  |
| Kotelny               | 111 až 185 | 112,9 a 114,3  | 75,153                  |
| Strojovny             | 185 až 237 | 112,9 a 114,3  | 75,153                  |
| Zadní muniční sklady  | 237 až 274 | 91,4 a 75,3    | 18,745                  |
| Záď                   | 274 až 321 | 61,0           | 28,880                  |

Maximální šířky trup dosahoval v oblasti zadních kotelen číslo 6 a 7 na úrovni žebra č. 178.
Pro případ průniku vody do trupu byl trup rozdělen vodotěsnými přepážkami (příčnými a jednou centrální podélnou) na několik sekcí. Instalaci centrální podélné přepážky si vynutilo námořnictvo, neboť se obávalo znehybnění křižníků třebas už i po jednom zásahu (při proražení vodotěsné přepážky mezi přední a zadní strojovnou a jejich společném zaplavení). Hiraga se postavil proti instalaci podélné přepážky, neboť se obával, že by nerovnoměrné zaplavování sekcí pouze na jedné straně mohlo vést k převrácení plavidel. Nakonec ale musel Hiraga ustoupit a podélná přepážka byla přidána do návrhu 7500T křižníků. Probíhala téměř po celé délce trupu a byla přerušena pouze v přední kotelně.
Po všech úsporných opatřeních byla hmotnost trupu (včetně nástavby, ovšem bez pancéřování, které ale bylo integrální součástí trupu) 3144,2 metrických tun, čili pouhých 33,1 % z 2/3 reálného výtlaku při zkouškách.
Při dokončení se ukázalo, že oba křižníky značně překročily projektovaný 2/3 zkouškový výtlak – Kako konkrétně o 916 metrických tun, čili o více než 10,6 %. To je několikanásobně víc, než 5 % akceptovatelných u malých jednotek, či dokonce 2 % akceptovatelná u velkých jednotek. Rychlost klesla a ponor se zvýšil o více než jeden metr. Lacroix & Wells soudí, že jelikož se nadváha projevila u obou jednotek stavěných v různých loděnicích, byla příčinou pravděpodobně chyba v návrhu a nikoliv chybný postup loděnic. Naštěstí pro císařské námořnictvo měla nadváha pouze malý dopad na stabilitu plavidel a ta se přes ni ještě vešla do kritérií stability stanovených pro 2/3 zkušební výtlak v červnu 1934 po katastrofě torpédovky Tomozuru. Při lehkém výtlaku již ale křižníky tyto kritéria nesplňovaly.

### Podpalubí
Podpalubí bylo rozčleněno na jednotlivé paluby. Ty byly v přední části trupu (až po kotelny začínající žebrem č. 111) celkem čtyři, na zádi (od zadní strojovny, mezi žebry č. 237 a 297) se jejich počet snížil na tři a nakonec (od žebra č. 297) na dvě. Od nejspodnější vzhůru se jednalo o:
1. Nákladový prostor (船艙 nebo 船倉 sensó) u samého dna byl ve střední části trupu přerušen nejprve předním muničním skladištěm, kotelnami, strojovnami a nakonec zadním muničním skladištěm. Kvůli profilu dna u zádě (které se začalo zvedat za žebrem č. 278) končil nákladový prostor žebrem č. 297.[27]
2. Skladovací paluba (船艙甲板 sensó kanpan) nad nákladovým prostorem probíhala po celé délce trupu kromě přerušení v prostoru kotelen a strojoven. Na přídi se na ní nacházela skladiště, kajuty mužstva a přední pomocná strojovna. V zadní části se pak nacházela zadní pomocná strojovna, další kajuty mužstva a skladiště. Za žebrem č. 297 (od kterého se skladovací paluba stala nejnižší palubou) se nacházely strojovna kormidla a kormidelna.[27]
3. Dolní paluba (下部甲板 kabu kanpan nebo jen 下甲板 ka kanpan) se nacházela pouze v přední části trupu a nacházely se na ní kajuty mužstva[27] a důstojníků.[28]
4. Střední paluba (中部甲板 čúbu kanpan nebo jen 中甲板 čú kanpan) probíhala po celé délce trupu bez přerušení. Na přídi se nacházel skladovací prostor, za kterým následovaly kajuty důstojníků, muniční manipulační komory pod lafetacemi č. 1 a 3 hlavní baterie a přední torpédovna. Střední částí procházely kouřovody komínů a větrání kotelen a strojoven. Nad strojovnami se nacházely zbývající dvě torpédovny a manipulační komora pod lafetací č. 4. Kromě manipulační komory pod lafetací č. 6 se na zbytku zádě nacházely převážně kajuty mužstva.[27]

Celý trup uzavírala horní paluba (上部甲板 džóbu kanpan nebo jen 上甲板 džó kanpan).
Kajuty důstojníků se nacházely – po vzoru Júbari – na přídi a v hlavní nástavbě. Ubytovací podmínky byly zcela v rámci tehdejších norem císařského námořnictva a každý muž měl k dispozici 1,5 až 1,6 m2 místa. Vlivem vyššího ponoru musela být lodní okénka kajut na skladovací palubě na moři zavřená, což spolu s nedostatečnou ventilací kajut znepříjemňovalo pobyt v tropech. Díky tomu si 7500T křižníky v císařském námořnictvu vysloužily přezdívku suizokukan (水族館 ~ akvárium).

### Pancéřování a protitorpédová obšívka
- červená - pancíř z NVNC oceli: hlavní boční pás, střední paluba a ochrana kouřovodů
- modrá - pláty z vysokotažné ocele tvořící kýl, podélná žebra, centrální vodotěsnou přepážku, vnější a vnitřní trup a horní palubu
- zelená - další konstrukce: kouřovody, podpěry, boční stabilizační kýl

Schéma řezu trupem těžkých křižníků tříd Furutaka a Aoba po jejich dokončení v prostoru zadních kotelen č. 6 a 7, na úrovni žebra č. 178 s vyznačenou projektovanou čarou ponoru při 2/3 zkušebním výtlaku (LWL) a skutečnou čarou ponoru při 2/3 zkušebním výtlaku po dokončení (LWL-F pro Furutaku a LWL-A pro Aobu). Legenda:

Životně důležité prostory trupu (kotelny a strojovny) krylo slabé pancéřování, které mělo chránit pouze proti 15cm granátům vypáleným ze vzdálenosti 12 000 až 15 000 metrů. Na ochranu proti 203mm granátům (budoucích) těžkých křižníků ale pancéřování nestačilo. Jako materiál byla zvolena kombinace plátů z NVNC (nová necementovaná ocel Vickers) a vysokotažné oceli o celkové hmotnosti 1147,8 metrických tun (tj. 12,1 % z 2/3 zkouškového výtlaku).
Boční pás z NVNC oceli o tloušťce 120 liber (76,2 mm) byl dlouhý 262,1 stop (78,888 m) a po většinu své délky vysoký 13 stop a 6 palců (4,115 m). Od svislé roviny se odkláněl o 9 ° a jeho horní hrana kopírovala profil střední paluby, takže vepředu na úrovni můstku byl o něco vyšší. Dolní hrana dosahovala až k 7. (nejvyššímu) podélnému žebru pod čarou ponoru a k horní hraně protitorpédové obšívky. Pás byl umístěn místo části vnějšího trupu a přiléhal přímo k příčným žebrům 105 až 241 – to znamená, že boční pás tvořil část vnějšího trupu (na rozdíl od umístění na Júbari) a jako konstrukční prvek zvyšoval pevnost trupu. Podle původního projektu měl při 2/3 zkouškovém výtlaku boční pás sahat 10,75 stop (3,277 m) nad hladinu a pod hladinou se mělo nacházet pouze dolních 0,838 m. Vlivem zvětšeného výtlaku po dokončení, a tím i vyššího ponoru, se pod hladinou ocitlo 1,905 m pancéřového pásu a nad hladinou zůstalo pouhých 2,21 m.
Na horní hranu pancéřového pásu navazovala klenutá pancéřovaná střední paluba, kterou tvořil 55lb (34,9 mm) pancíř z NVNC oceli, který byl u vrcholu klenby zeslaben na 50 liber (31,8 mm) použitím pancéřového plátu o menší tloušťce (technologie zeslabování jednoho pancéřového plátu byla v císařském námořnictvu poprvé realizována až v roce 1928). Vzepětí klenby bylo 6 palců (152,4 mm). V místech, kde byly v pancíři otvory pro kouřovody a vzduchovody byly jako ochrana instalovány zešikmené 60lb (38,1 mm) pancíře až do výšky 4 stop a 2 palců (1,27 m) nad střední palubou. Rovněž pancíř střední paluby byl položen rovnou na příčná žebra a tvořil integrální konstrukční prvek.
Horní paluba ze dvou vrstev vysokotažné ocele představovala další ochranu před shora dopadajícími granáty a pumami. Dolní vrstvu tvořily 30lb (19,05 mm) a horní 20-45lb (12,7 až 28,6 mm) pláty.
Sklady munice a prachových náplní u samého dna pod skladovací palubou chránilo zboku 80lb (50,8 mm) pancéřování z NVNC oceli (a částečně i přesahem bočního pancéřového pásu) a skladovací paluba nad těmito prostory byla tvořena 55lb (35,0 mm) NVNC ocelí.
Lafetace hlavní baterie 200mm kanónů a kormidelna byly chráněné pouze slabými pláty vysokotažné ocele. Lafetace modelu A (型 gata) chránily zepředu a zboku 25mm, seshora 19mm a zezadu 6,4mm pláty. Kormidelna na zádi byla chráněna 12,7mm a 25mm pláty zboku, zepředu, zezadu a seshora. Velitelská věž byla zcela bez ochrany.
Původní projekt 7500T křižníků počítal s obdobnou protitorpédovou obšívkou s pancéřováním z vysokotažné oceli, jaká byla vyvinuta pro bitevní lodě třídy Nagato. Vzhledem k udržení štíhlých linií trupu a – jak se ukázalo při testech na nedokončené bitevní lodi Tosa v roce 1924 – malé účinnosti takové obšívky, bylo nakonec od její instalace upuštěno. Ochranu kotelen a strojoven pod čarou ponoru měla zajistit (kromě utopené části bočního pásu – s čímž se ale při stavbě nepočítalo) jenom jednoduchá výduť mezi 5. a 7. podélným žebrem, která vepředu a vzadu přesahovala boční pancéřový pás a která sloužila zároveň jako palivová nádrž. Na vnitřní straně dvojitého trupu jí uzavíraly 10lb (6,35 mm) pláty vysokotažné oceli a na vnější straně pláty ze stejného materiálu: v dolní části, mezi 5. a 6. podélným žebrem, o tloušťce 27,5 liber (17,5 mm) a v horní části o tloušťce 22,5 liber (14,3 mm).

### Pohon

#### Kotelny

Schéma kotelen po dokončení – legenda:
1…7 – kotelny číslo 1 až 7
111…185 – vodotěsné přepážky na úrovni žeber č. 111 až 185
B1…B12 – kotle č. 1 až 12
E – sousedící přední strojovny č. 1 a 2
M – sousedící přední skladiště munice pod skladovací palubou
F1 – skupina kotlů, jejichž spaliny odváděl přední komín
F2 – skupina kotlů, jejichž spaliny odváděl zadní komín
Dvojitý trup je vyznačen modře

Sekce kotelen se nacházela mezi příčnými žebry č. 111 a 185 a tvořilo jí celkem sedm kotelen. Přední kotelna číslo 1 zabírala celou šířku vnitřního trupu mezi žebry 111 a 125 a jako jediná nebyla rozdělena centrální vodotěsnou přepážkou. Nacházely se v ní vedle sebe dva střední tříbubnové vodotrubné kotle Ro-gó Kanpon šiki (ロ号艦本式 ~ Typ technického odboru císařského námořnictva model B) číslo 1 a 2. Za kotelnou č. 1 se mezi žebry 125 a 149 nacházely kotelny č. 2 (na pravoboku) a č. 3 (na levoboku), oddělené vodotěsnou přepážkou. Původní návrh vodotěsné přepážky nechával tyto kotelny nerozdělené, kotelny č. 2 a 3 by tak tvořily jednu velkou kotelnu zabírající celou šířku vnitřního trupu, obdobně jako kotelna č. 1. Nakonec byla ale vodotěsné přepážka protažena i do těchto prostor a vznikly tak dvě oddělené kotelny. V každé z nich se nacházely proti sobě umístěné dva velké tříbubnové vodotrubné kotle Ro-gó Kanpon šiki (č. 3 a 5 na levoboku a č. 4 a 6 na pravoboku). Za kotelnami č. 2 a 3 se mezi žebry 149 a 171 nacházely obdobně řešené kotelny č. 4 a 5 (vodotěsná přepážka mezi nimi byla projektována od počátku) s kotli č. 7 až 10 stejného typu a uspořádání. V nejširším místě lodního trupu se mezi žebry 171 a 185 nacházely zadní kotelny č. 6 a 7, každá s jedním malým tříbubnovým vodotrubným kotlem Ro-gó Kanpon šiki (č. 11 na levoboku a č. 12 na pravoboku). Střední a velké kotle č. 1 až 10 spalovaly výhradně topný olej, zatímco malé kotle č. 11 a 12 spalovaly směs topného oleje a uhlí. Každý kotel byl vybaven předehřívačem oleje a palivovou pumpou. Vodu do kotlů vháněly pumpy (jedna na každý kotel) z nádrží ve strojovnách, přičemž voda byla ohřívána v předehřívačích.
Kotle generovaly přehřátou páru o teplotě 156 °C a tlaku 18,3 kg/cm2 (1,79 MPa). Přehřátou páru císařské námořnictvo využilo poprvé již na pancéřovém křižníku Ibuki v roce 1907. Přesto se ještě u 7500T křižníků stavěných o patnáct let později objevily problémy s korozí v trubkách, což přimělo císařské námořnictvo na několik let, až do roku 1931, od využití přehřáté páry na dalších jednotkách upustit.
Vzduch do kotlů vhánělo celkem 24 ventilátorů (dva na kotel). Kouř z kotlů odváděly kouřovody, které se spojovaly do dvou komínů. Přední komín odváděl spaliny z kotlů č. 1 až 8, přičemž kouřovody od kotlů č. 1 až 4 procházely vybráním v hlavní nástavbě a byly odkloněny dozadu, kde se nad horní palubou spojovaly s kouřovody od kotlů č. 5 až 8 v jeden přední komín. Tato koncepce byla vyzkoušena již na experimentálním Júbari a převzala ji většina následujících japonských křižníků. Zadní komín sdružoval kouřovody od kotlů č. 9 až 12. Tato dvoukomínová silueta se stala typickou pro všechny japonské těžké křižníky.
Při plavbě cestovní rychlostí 14,5 uzlů (26,85 km/h) a při 8500t výtlaku byla spotřeba při zkouškách vypočítána na 3,18 metrických tun paliva za hodinu. Projektovaná zásoba paliva 400 metrických tun uhlí a 1400 metrických tun topného oleje tak měla stačit na uplutí 7000 námořních mil (12 964 km) při rychlosti 14 uzlů (25,9 km/h). Skutečná zásoba po dokončení ale byla 570 metrických tun uhlí a 1010 metrických tun topného oleje. Vzhledem k nárůstu výtlaku ale předpokládaný dosah klesl na 6000 námořních mil (11 112 km).

#### Strojovny

Schéma sestav turbín na pravoboku. Přední strojovna č. 2 je napravo, zadní strojovna č. 4 je nalevo.
Legenda:
HP – vysokotlaká turbína
CS – stupeň pro plavbu cestovní rychlostí v přední části vysokotlaké turbíny
LP – nízkotlaká turbína
AT – turbína pro zpětný chod umístěná ve skříni nízkotlaké turbíny
CT – turbína pro plavbu cestovní rychlostí (pouze v sestavách předních strojoven)
CG – jednostupňová převodovka spojující hřídel cestovní turbíny s vysokotlakou turbínou vnějšího páru (pouze v sestavách předních strojoven)
MG – hlavní převodovka se dvěma hnacími hřídelemi roztáčejícími jednu hnanou hřídel
S – hřídele s lodním šroubem (šroub není součástí obrázku): vnitřní hřídel je nahoře (v zadní strojovně), vnější hřídel je dole (v přední strojovně)
211 – vodotěsná přepážka mezi přední a zadní strojovnou na úrovni žebra č. 211
Sestavy na levoboku ve strojovnách č. 1 a 3 byly zrcadlově souměrné

Za kotelnami se nacházely čtyři strojovny: přední č. 1 na levoboku a č. 2 na pravoboku mezi žebry č. 185 a 211 a zadní č. 3 na levoboku a č. 4 na pravoboku mezi žebry č. 211 a 237. V každé strojovně se nacházela jedna sestava v Japonsku vyrobených parních turbín zahraniční konstrukce. U Kako to byly firmou Kawasaki vyrobené turbíny Brown-Curtis, o celkové hmotnosti 203,4 metrických tun (+ dalších 135 t převodovky) zatímco Furutaka měla turbíny Parsons o hmotnosti 200 metrických tun (+ dalších 129,5 t převodovky) vyrobené firmou Micubiši. Sestavy v předních strojovnách poháněly vnější lodní hřídele, zatímco vnitřní hřídele poháněly sestavy v zadních strojovnách.
Každá sestava (obou výrobců) se skládala z jedné vysokotlaké jednoproudé impulzní a jedné nízkotlaké dvouproudé reakční turbíny, které byly umístěny vedle sebe. V sestavách předních strojoven se vysokotlaké turbíny nacházely na vnější straně, zatímco v zadních strojovnách na vnitřní straně páru. Vysokotlaké turbíny měly jeden stupeň, se dvěma řadami lopatek, vepředu a šest stupňů, každý s jednou řadou lopatek, vzadu. Nízkotlaké turbíny měly devět stupňů, každý s jednou řadou lopatek. Kvůli reakčnímu řešení nízkotlaké turbíny docházelo k opakovaným deformacím lopatek.
Každá nízkotlaká turbína obsahovala ve své přední části jeden stupeň se třemi řadami lopatek pro zpětný chod, který byl schopný vyvinout výkon 7000 k na hřídeli (5148,5 kW) – za všechny sestavy dohromady tedy 28 000 k (20 594,0 kW). Každá vysokotlaká turbína obsahovala ve své přední části jeden stupeň se dvěma řadami lopatek pro plavbu cestovní rychlostí. Sestavy v předních strojovnách navíc zahrnovaly samostatné turbíny pro plavbu cestovní rychlostí, které se nacházely před vysokotlakou turbínou. Každá cestovní turbína měla tři stupně, každý se dvěma řadami lopatek a přes převodovku se napojovala na hřídel vysokotlaké turbíny. Při plavbě cestovní rychlostí byla pára vháněna přes cestovní turbínu, na cestovní stupeň vysokotlaké turbíny a poté přes zbývající stupně vysokotlaké turbíny do nízkotlaké turbíny. Pro dosažení cestovní rychlosti 14,5 uzlů (26,85 km/h) při 8500t výtlaku bylo třeba dosáhnout výkonu 4879 koňských sil na hřídeli (3588,5 kW). Při vyšších rychlostech bývala cestovní turbína odpojena a cestovní stupeň vynechán.
Výkon každé sestavy byl projektován na 25 500 k na hřídeli (18 755,2 kW): každá vysokotlaká turbína měla výkon 12 500 k (9193,7 kW) při 3000 otáčkách za minutu a každá nízkotlaká 13 000 k (9561,5 kW) při 2000 otáčkách za minutu. Tento výkon přenášely dvě hnací hřídele (jedna pro každou turbínu v sestavě) přes jednostupňovou převodovku (s čelním kolem se šípovitými zuby) na jednu hřídel s třílistou lodní vrtulí o průměru 3,51 metru, která při projektovaném výkonu dosahovala 360 otáček za minutu.
Celkový projektovaný výkon byl 102 000 k (75 020,9 kW). Při rychlostních zkouškách byl ale projektovaný výkon překročen – Furutaka 19. září 1925 dosáhla výkonu 106 352 k (78 221,8 kW), což při výtlaku 8640 metrických tun stačilo na dosažení rychlosti 35,221 uzlů (65,2293 km/h). Kako 1. května 1926 dosáhl výkonu 103 971 k (76 470,5 kW), což při stejném výtlaku stačilo na dosažení rychlosti 34,899 uzlů (64,6329 km/h).
Ve strojovnách se dále nacházely čtyři kondenzátory Uniflux – jeden v každé strojovně pod skříní nízkotlaké turbíny – které zajišťovaly kondenzaci páry, která prošla turbínami. V přední části každé strojovny se nacházely nádrže s vodou do kotlů.

#### Pomocné systémy
Elektřinu vyráběly celkem čtyři motorgenerátory se spalovacími motory o celkovém výkonu 315 kW. Jednalo se o dva 90kW a dva 67,5kW generátory, umístěné v pomocných strojovnách na skladovací palubě před kotelnami a za zadními strojovnami. Palubní síť byla napájena 225 V stejnosměrného proudu. Většinu větráků v kotelnách a strojovnách, pump a zdviží poháněly elektromotory.
Ovládání vyváženého kormidla zajišťovaly hydraulické písty, které byly poháněny jedním dvouválcovým vertikálním parním strojem.

### Hlavní nástavba
Související informace lze nalézt také v sekci Prostředky řízení palby
Současně se stavbou 7500T křižníků probíhalo zpracování návrhu 10 000T křižníků – budoucí třídy Mjókó. Pro ně zósen šósa (造船少佐 ~ korvetní kapitán–lodní konstruktér) Kikuo Fudžimoto navrhl v roce 1923 pagodovitý stěžeň, který měl nést zaměřovač hlavní baterie. Jelikož Fudžimotova konstrukce při zkouškách ukázala, že poskytuje zaměřovači mnohem stabilnější umístění než Hiragův sedminohý stěžeň (použitý na bitevních lodích třídy Nagato), měly být Fudžimotovým pagodovitým můstkem osazeny i 7500T křižníky. Oproti můstku budoucích křižníků třídy Mjókó byl ale můstek 7500T křižníků nižší o dvě úrovně. Měl tedy celkem sedm úrovní.

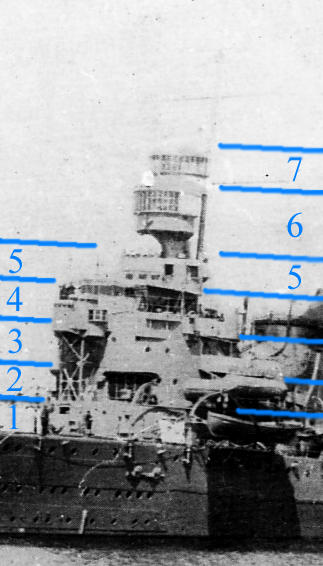
Úrovně můstku – detail fotografie Furutaky z 5. dubna 1926. Číslování úrovní odpovídá popisu v textu

1. Nejníže položené patro na úrovni horní paluby (上部甲板 džóbu kanpan) mělo tvar písmene U – v zadní části nástavby bylo vybrání pro kouřovody předního komínu. Dále nejnižší patro obsahovalo sklady a vedení ventilace přední kotelny.[37]
2. Druhé patro tvořil dolní můstek (下部艦橋 kabu kankjó) s kapitánským a důstojnickými záchody. V přední části se na bocích nacházelo vyústění ventilace kotelny č. 1, za kterým bylo na levoboku vyústění ventilace můstku. To bylo na Furutace opatřeno nástavcem, který pokračoval až za zadní hranu nástavby. V zadní části dolního můstku bylo opět vybrání pro kouřovody.[37]
3. Třetí patro tvořil horní můstek (上部艦橋 džóbu kankjó) s kormidelnou, odpočinkovými kajutami (休憩室 kjúkei šicu), kajutami navigačních důstojníků, mapovou místností a sklady. V zadní části se nacházel ochoz s dalekohledy.[37]
4. Nad horním můstkem se nacházel navigační můstek (羅針艦橋 rašin kankjó). V jeho přední části se nacházela stanoviště hlídek vybavená dalekohledy. Samotný navigační můstek byl otevřený, ale před nepříznivým počasím jej bylo možno chránit nataženou plachtou. Nad můstkem se tyčila anténa směrového radiozaměřovače. Za otevřeným můstkem se v uzavřené nástavbě nacházely rádiová místnost a sakusen šicu (作戦室) – specifikum císařského námořnictva: velitelská kajuta s konferenčním stolem a křesly. Na křídlech můstku se nacházely další dalekohledy.[38]
5. Nad můstkem (konkrétně na nástavbě s rádiovou místností a sakusen šicu) se nacházela plošina pro sledování cílů a řízení palby – sokuteki šo (測敵所). V její přední části se nacházel 90cm světlomet typu SU (zbývající dva světlomety tohoto typu se nacházely na plošině mezi komíny) a v zadní části plošiny se nacházely dva 40cm navigační světlomety (po jednom na levo- a pravoboku).[37]
6. Nad sokuteki šo se nacházela uzavřená kruhová platforma řízení palby hlavní baterie (主砲指揮所 šuhó šiki šo), která se nacházela na přední straně stěžňové pagody a ve které se nacházely dalekohledy pro pozorování dopadů salv.[37]
7. Nejvýše umístěnou platformou můstku byla uzavřená kruhová šuhó šageki šo (主砲射撃所 ~ platforma zaměřování hlavní baterie).[37]

### Výzbroj

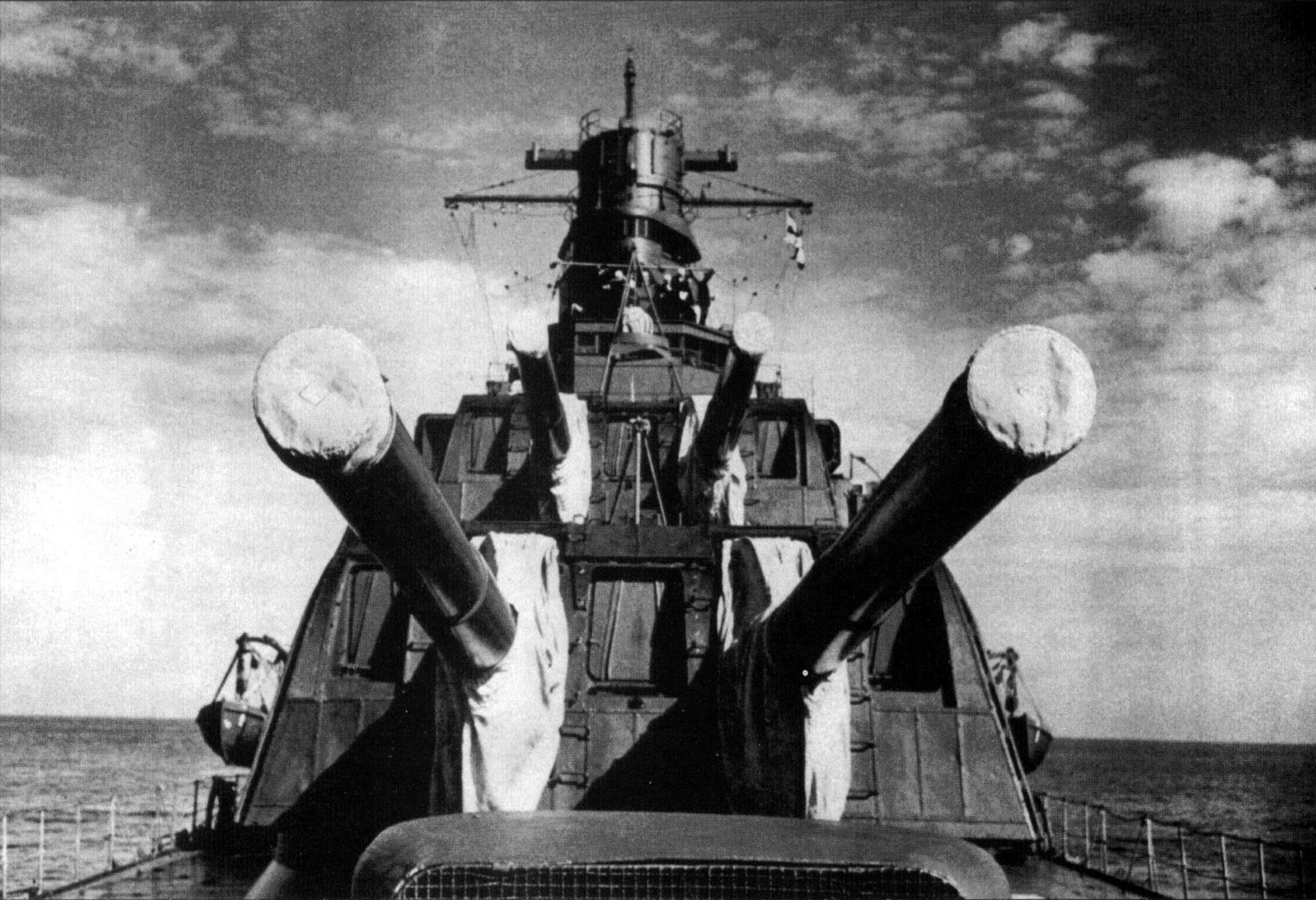
Dělové věže č. 1 a 2 modelu E_{2} na křižníku Kako. Všimněte si odsazených vnějších plechů na povrchu věží (a vytvořené mezery na bocích věží), které zajišťovaly ochranu věží před tropickým sluncem

#### Primární baterie
Hlavní výzbroj 7500T křižníků tvořilo po dokončení šest nových 200mm kanónů typu 3. roku lafetovaných na třídě Furutaka (resp. v té době Kako) v šesti jednohlavňových zakrytých lafetacích modelu A umístěných v ose plavidla: po třech na přídi a zádi lodě, přičemž prostřední lafetace v každé trojici byla vyvýšená. Lafetace – nejednalo se o skutečné dělové věže, neboť pod nimi chyběla barbeta chránící muniční zdviže – byly číslovány odpředu dozadu jako č. 1 až 6. Hmotnost každé lafetace byla 57,5 metrických tun, čímž se ušetřilo celkem 105 metrických tun hmotnosti oproti třem dvouhlavňovým dělovým věžím modelu C, které byly v době dokončování křižníků Furutaka a Kako teprve ve vývoji a které byly použity na následující třídě Aoba.
Rovněž doprava munice k dělům byla řešena s důrazem na úsporu hmotnosti, což se nepříznivě projevilo na rychlosti střelby: zatímco teoretická kadence byla pět ran za minutu, v praxi to nebyly ani dvě rány za minutu. Granáty a prachové nálože musely být nejprve vytaženy z klimatizovaných muničních skladů pod skladovací palubou a ručně dopraveny k dolním zdvižím. Každý granát přitom vážil 110 kg a prachová náplň 32,63 kg (pravděpodobně rozdělená na dvě prachové nálože). Zdviž pro dopravu granátů poháněl elektromotor o výkonu 8 koní (5,8 kW), zatímco zdviž prachových náplní poháněl elektromotor o výkonu 5 koní (3,7 kW). Zdviže dopravily granát a prachové náplně až na palubu o úroveň níže, než byla lafetace: u lafetací číslo 1, 3, 4 a 6 na střední palubu a u vyvýšených lafetací č. 2 a 5 na horní palubu. Tam obsluha granáty a prachové náplně ručně přendala do manipulační komory pod lafetací. Granáty pak byly umístěny na další elektricky poháněnou zdviž (poháněnou motorem o výkonu 8 koní), která vyvezla granát k dělu. Prachové nálože ale bylo třeba k dělům vynést obsluhou a rovněž samotné nabití granátu a prachových náloží bylo prováděno manuálně. Při déle trvajících střelbách se vlivem vyčerpání obsluhy nedařilo dodržet již i tak nízkou rychlost střelby.
Díky umístění všech děl hlavní baterie (主砲 šuhó) v podélné ose plavidel bylo možno pálit boční salvu ze všech šesti hlavní.
Klimatizaci muničních skladišť zajišťovaly elektromotory, které poháněly kompresory stlačující CO2. Elektromotor na přídi měl výkon 14 k (10,3 kW) a elektromotor na zádi 10,5 k (7,7 kW). Klimatizace udržovala teplotu v muničních skladech pod 27 °C.

#### Sekundární baterie a protiletadlová výzbroj

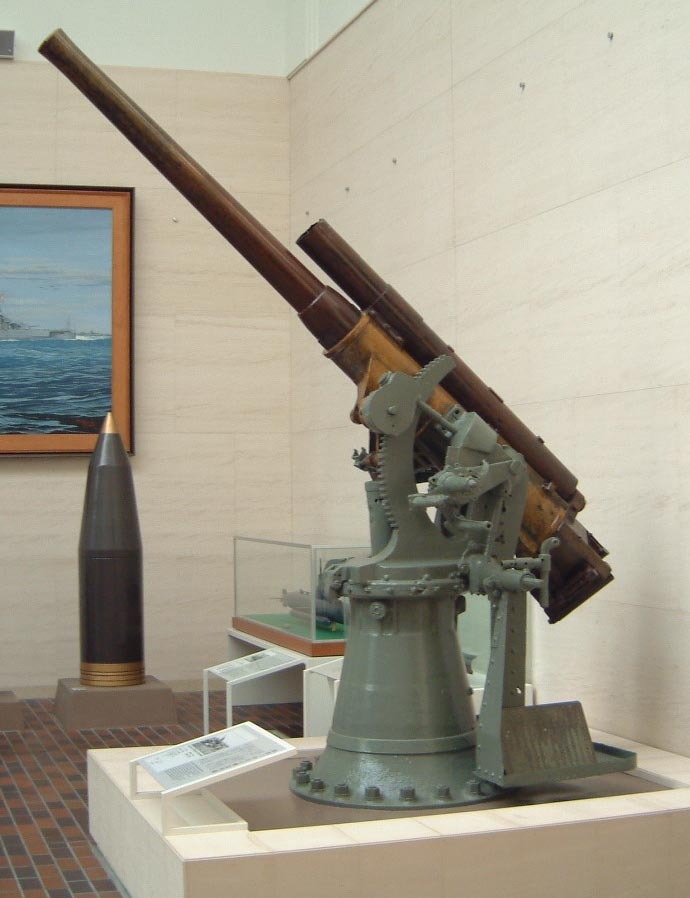
76,2mm kanón, oficiálně označovaný jako 40-rážový 8cm protiletadlový kanón typu 3. roku

Sekundární baterii (副砲 fukuhó), kterou bylo možno použít i proti vzdušným cílům, představovala čtveřice 76,2mm kanónů typu 3. roku s hlavní délky 40 ráží. Kanóny byly umístěny na horní palubě na bocích na úrovni mezery mezi komíny a lafetovány v manuálně ovládaných nekrytých nestabilizovaných jednohlavňových lafetacích: po dvou na levoboku a pravoboku.
Protiletadlovou výzbroj pro blízkou obranu měly zajistit dva jednohlavňové 7,7mm kulomety typu RU umístěné na můstku.

#### Torpédomety
V rámci doktríny Kantai kessen (艦隊決戦 ~ loďstvo rozhodující bitvy) kladlo císařské námořnictvo – zejména po podepsání washingtonské dohody – důraz na noční torpédové útoky prováděné torpédoborci a podporované křižníky. Císařské námořnictvo (konkrétně Kaigun gunreibu za podpory Suiraibu [水雷部 ~ torpédová sekce] – druhé sekce Kaigun kansei honbu) proto požadovalo silnou torpédovou výzbroj i u 7500T křižníků.
Kvůli vysokým volným bokům v centrální části plavidel (projektovaným na 5,58 m), kde měly být torpédomety umístěny, nebylo možné umístit torpédomety na horní palubu, neboť vypuštěná torpéda by vstupovala do vody pod nevhodným úhlem. Kaigun gunreibu si prosadil instalaci torpédometů na střední palubě, proti čemuž Hiraga (tehdy ještě jako zósen taisa) protestoval. Umístění torpédometů s torpédy (včetně náhradních) do uzavřených prostor a v případě zadních torpédoven dokonce přímo nad strojovnami, považoval za velmi nebezpečné – hlavice každého torpéda typu 8. roku (éry Taišó: 八年式 8-nenšiki – tj. roku 1919) obsahovala podle verze 300 nebo 346 kilogramů trhaviny šimose. Kaigun gunreibu si ale opět svůj názor prosadil. Měly být použity pevné torpédomety, ale kvůli délce tou dobou používaných torpéd – torpéda typu 8. roku měla délku 8,41 m – nebylo možné použít torpédomety nabíjené zezadu: součet délek torpéda a torpédometu byl větší než šířka trupu. Proto Suiraibu vyvinul 610mm pevný nadhladinový torpédomet typu 12, který se nabíjel seshora: horní polovina torpédometu se odklopila a po vložení torpéda se torpédomet opět uzavřel přiklopením horní poloviny.
Každý 7500T křižník nesl dvanáct torpédometů typu 12 ve dvouhlavňovém uspořádání v celkem třech torpédovnách na střední palubě. Torpédomety byly umístěné kolmo k podélné ose plavidel a každá torpédovna obsahovala jednu dvojici mířící na pravobok a jednu na levobok. Přední torpédovna se nacházela mezi lafetací č. 3 200mm kanónu a hlavní nástavbou, přičemž přední dvojice torpédometů v ní mířila na pravobok. Prostřední torpédovna se nacházela nad předními strojovnami (samotné torpédomety nad přední polovinou těchto strojoven) a přední dvojice torpédometů v ní mířila na levobok. Zadní torpédovna se nacházela nad zadními strojovnami a uspořádání a umístění torpédometů v ní bylo stejné, jako v prostřední torpédovně.
V dobách míru se počítalo se zásobou celkem dvanácti 610mm torpéd typu 8. roku č. 2 poháněných stlačeným vzduchem. V době války mělo být neseno celkem 24 kusů torpéd stejného typu.

#### Prostředky řízení palby

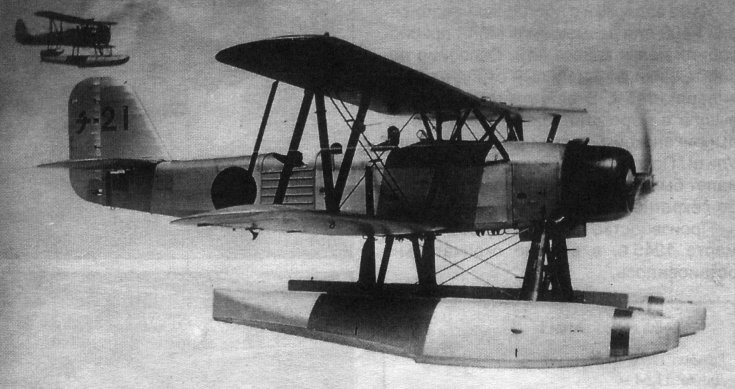
Od rekonstrukce až do svého potopení nesly jednotky třídy Furutaka jeden až dva hydroplány Kawaniši E7K2. Zde E7K2 od Činkai kókútai

Palba kanónů hlavní baterie byla řízena centrálně metodou „sleduj zaměřovač“ (cuibi haššin, follow the pointer). Primární zaměřovač typu 14 (十四式方位盤照準装置 14-šiki hóiban sódžu sóči) se 6,4cm dalekohledem mohl řídit palbu hlavní i sekundární baterie jak proti hladinovým, tak i vzdušným cílům a nacházel se na šuhó šageki šo – nejvýše umístěné platformě můstku. Sekundární zaměřovač téhož typu se nacházel na záložní platformě řízení palby hlavní baterie (主砲予備指揮所 šuhó jobi šiki šo) za zadním komínem na nástavbě hangáru. Zaměřovače doplňovaly dva sokutekiban typu 13 umístěné po jednom na levém a pravém boku sokuteki šo. K výpočtům změny vzdálenosti cíle sloužily henkjo ricuban typu 11 umístěné rovněž na sokuteki šo. O úroveň níž se na každém křídle plošiny navigačního můstku nacházel jeden zaměřovač torpéd typu 14 (十四式（魚雷）方位盤 14-šiki (gjorai) hóiban) integrovaný s dalekohledem a vedle něj další dalekohled.
Zatímco sokutekiban zjišťovaly kurz a rychlost cíle a zaměřovače pak samotné zaměření, ani jeden z těchto prostředků řízení palby by nefungoval bez znalosti vzdálenosti cíle. Tu měřily celkem čtyři 3,5m koincidenční dálkoměry typu 14 (十四式測距儀 14-šiki sokkjogi) umístěné ve věžičkách. První pár se nacházel na obou křídlech navigačního můstku a druhý pár byl umístěn na bocích záložní platformy řízení palby nad hangárem.

### Letadla a vybavení pro jejich obsluhu

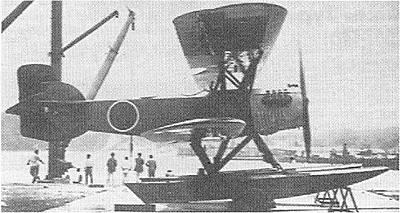
Heinkel HD 25 neboli též dvoumístný průzkumný hydroplán typu 2

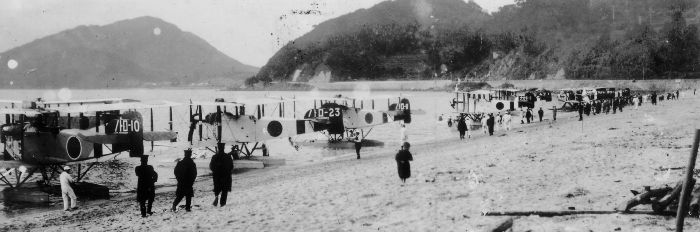
Řada devíti průzkumných hydroplánů typu 14 v roce 1927 na pláži Tonomi (富海), východně od Hófu v prefektuře Jamaguči. Vpravo vzadu jsou hydroplány フルタカ-1 (třetí od konce) a カコ-1 (druhý od konce)

Projekt 7500T průzkumných křižníků počítal s nesením nejméně jednoho letounu pro zajištění vzdušného průzkumu, čímž by se rozšířily průzkumné možnosti nových křižníků. Roku 1924 byl v Japonsku zahájen výzkum katapultu, ale jelikož ten nebyl v době dokončení prvních dvou 7500T křižníků ještě hotov, bylo rozhodnuto instalovat jako provizorium vzletovou plošinu. Byla vybrána modifikovaná varianta německé vzletové plošiny typu Heinkel (ハインケル式滑走台 Hainkeru-šiki kassódai), která byla v květnu a červnu 1925 testována ve své nemodifikované podobě na bitevní lodi Nagato. Kolejnicemi vybavená plošina o celkové délce 26,6 m se svažovala pod úhlem 5 ° směrem k přídi. Skládala se ze dvou částí: kratší a výše umístěná část o délce 10 metrů byla instalována na lafetaci č. 4 hlavní baterie na zádi. Navazující část o délce 16,6 metrů byla umístěna na palubě před lafetací č. 4. Jelikož byla umístěna na kolejnicích, mohla se vytáčet do stran a to až o 45 ° na obě strany od podélné osy plavidla. Oba křižníky byly ale dokončeny a přijaty do služby bez této přední části, která byla instalována až koncem roku 1926.
Před startem se loď natočila proti větru, přední část plošiny byla vytočena na levobok nebo pravobok a lafetace č. 4 i se zbytkem plošiny se natočila stejným směrem, aby kolejnice navazovaly. Nesený hydroplán startoval za pomoci malého vozíku, se kterým sjel po kolejnicích. Vzhledem k nízké počáteční rychlosti byl tento druh startu poměrně rizikový a proto se uskutečňoval pouze výjimečně. Pokud to bylo možné, startoval jinak hydroplán z mořské hladiny. K vyzvednutí hydroplánu z hladiny na palubu, či obráceně, sloužil derik (jeřáb) s výložníkem na přední straně zadního stěžně. Hydroplán mohl být ponechán na startovací plošině na lafetaci hlavní baterie, či umístěn v hangáru mezi zadním komínem a plošinou. Hangár měl příčný průřez rovnoramenného lichoběžníku.
7500T křižníky mohly nést v prvních letech své kariéry jeden hydroplán. V roce 1927 byl na Furutace testován dvoumístný plovákový dvouplošník Heinkel HD 25, který císařské námořnictvo v témže roce přijalo do výzbroje jako dvoumístný hydroplán typu 2. Ten pak v roce 1928 sloužil na Furutace a Kako a v roce 1929 na Furutace. Na Furutace proběhly v roce 1927 rovněž testy jednomístného plovákového dvouplošníku Heinkel HD 26, který se ale neujal. Fotografie z roku 1927 zachycuje devět průzkumných hydroplánů typu 14 na pláži Tonomi, přičemž dva z nich nesou katakanou psané kódy, které je přiřazují na křižníky Furutaka a Kako: フルタカ-1 (Fu-ru-ta-ka-1) a カコ-1 (Ka-ko-1).

## Modifikace 1926 až 1935

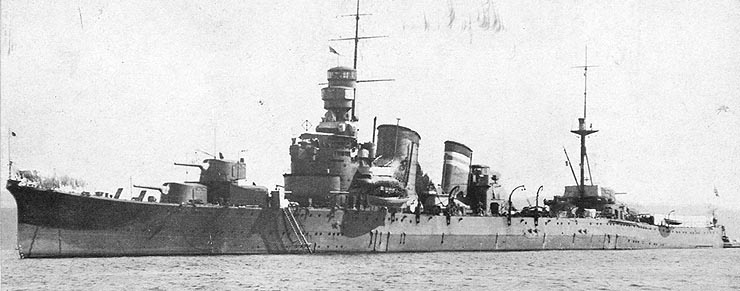
Furutaka počátkem 30. let: Zvýšený přední komín (1926/27) a absence startovací plošiny (1929/30) na jedné straně a absence 120mm kanónů a 13,2mm kulometů (1932/33) na straně druhé datují fotografii do období 1930 až 1932. Dva bílé pruhy na komíně, identifikující Furutaku jako druhou loď 5. sentai (戦隊 ~ divize), by mohly datování upřesnit na období mezi 1. prosincem 1930 až 30. listopadem 1931. Všimněte si zakrytí větrání kotelny č. 1 na dolním můstku, stále ještě přítomného dlouhého krytu větrání můstku, antény směrového radiozaměřovače nad navigačním můstkem a zakřivení horní paluby, která je průběžná po celé délce plavidla

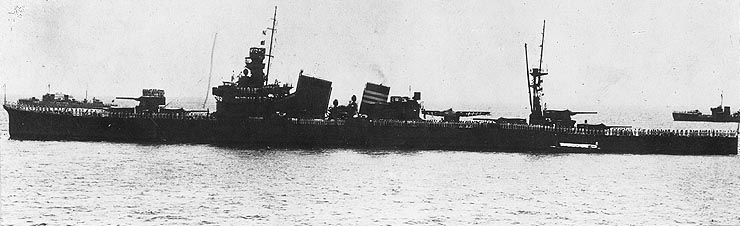
Furutaka v roce 1933 s nastoupenou posádkou na palubě a nástavbách. Stav po modifikacích 1932–33: Všimněte si umístění nových 120mm kanónů, katapultu a protažení šuhó šiki šo obepínající nyní celý nosný tubus pagodovitého můstku. Dobře viditelné je rovněž asymetrické rozmístění 90cm světlometů mezi komíny

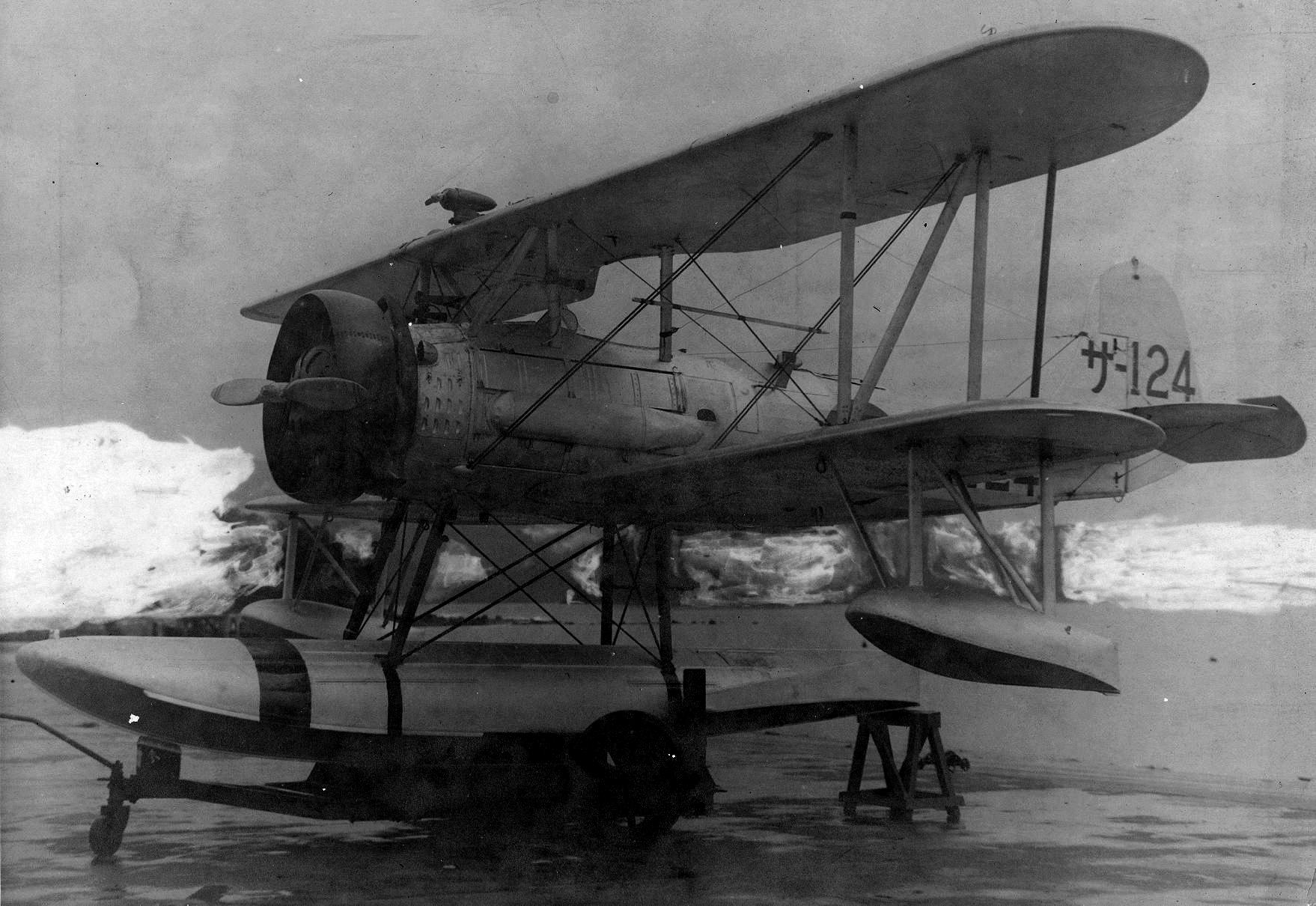
Po přestavbách 1932 a 1933 nesly křižníky třídy Furutaka po jednom hydroplánu Nakadžima E4N2. Zde stroj サ-124 od Sasebo kókútai (佐世保航空隊 ~ Sasebská letecká skupina/pluk)

V letech 1926 až 1931 prošly obě jednotky třídy Furutaka několika drobnými úpravami. Jako první byl na podzim 1926 instalován kryt na přední stranu hlavní nástavby, který kryl vyústění ventilace kotelny č. 1 na dolním můstku. Před koncem roku 1926 byla dokončena instalace přední části startovací plošiny.
Po dokončení se ukázalo, že přední komín je příliš nízký. Kvůli snížení vlivu kouře a páry na můstek byly mezi 22. prosincem 1926 až únorem následujícího roku přední komíny u obou jednotek zvýšeny. Zároveň byla modifikována plošina 90cm světlometů mezi komíny: oba světlomety byly umístěny výš, přičemž zadní světlomet (vyosený na pravobok) převyšoval přední (vyosený na levobok).
V roce 1927 byla na Kako vylepšena ventilace obou zadních torpédoven (26. až 31. května) a modernizována vysílačka (19. až 28. září). Stejné změny byly mezi 2. a 16. prosincem provedeny, spolu se zesílením konstrukce šuhó šageki šo na vrcholu můstku, i na Furutace.
V červnu 1928 byl na pár měsíců přední komín Kako zkušebně vybaven krytem proti dešti, který byl odstraněn před podzimními manévry. Prakticky nepoužívaná startovací plošina byla na obou lodích demontována v letech 1929 až 1930: na Kako mezi 6. červencem 1929 a 10. květnem 1930 a na Furutace mezi 7. listopadem 1929 a 1. prosincem 1930.
Další modifikace, týkající se tentokrát především modernizace protiletadlové výzbroje a instalace katapultu, byly provedeny na Kako mezi 10. listopadem 1931 až 31. květnem 1932 a na Furutace v období od listopadu 1932 do února 1933:
- Původní 76,2mm kanóny typu 3. roku nahradily čtyři 120mm kanóny typu 10. roku (éry Taišó: 十年式 10-nenšiki – tj. roku 1921) s hlavní délky 45 ráží v elektrohydraulicky poháněných jednohlavňových chráněných lafetacích modelu B2.[3] Původně bylo plánováno použít celkem osm 127mm kanónů typu 89, ale hmotnost a mohutnost zvažovaných dvouhlavňových lafetací nakonec vedly k opuštění této myšlenky ve prospěch starších, ale lehčích, jednohlavňových 120mm lafetací.[55] Zásobování municí probíhalo z předního muničního skladu, odkud byly jednotné náboje dopraveny zdviží na střední palubu a odtud ručně přeneseny ke zdvižím u každé lafetace. Tyto zdviže pak dopravily munici na horní palubu.[56] Změnilo se též rozmístění sekundární baterie: přední dvojice 120mm kanónů (č. 1 na pravoboku a č. 2 na levoboku) byla posunuta dopředu (těsně za můstek, vedle předních kouřovodů předního komínu), zatímco zadní dvojice (č. 3 na pravoboku a č. 4 na levoboku) byla posunuta dozadu (na úroveň zadního komínu). K řízení palby 120mm kanónů přibyly dva koincidenční 2m dálkoměry typu Barr & Stroud (označované též jako typ BU) umístěné v malých věžičkách po jedné na levo- a pravoboku vedle platformy 90cm světlometů mezi komíny. Nové dálkoměry doplnily ještě dva manuálně ovládané systémy řízení protiletadlové palby typu 91 (91式高射装置 91-šiki kóša sóči), jejichž věžičky se nacházely na nových mřížových stěžních umístěných po obou stranách předního komínu.[3]
- Na boky horního můstku bylo před (a mírně pod) ochoz s dalekohledy umístěno po jedné protiletadlové platformě. Na každé z nich se nacházel jeden manuálně ovládaný dvouhlavňový 13,2mm kulomet Hotchkiss importovaný z Francie.[3]
- Na místě přední části startovací plošiny byl instalován otočný 19,4 m dlouhý katapult typu Kure č. 2 (od 1. srpna 1933 označovaný jako typ Kure č. 2 model 1: 呉式2号1型射出機 Kure šiki 2-gó 1-gata šašucuki). Katapult poháněl bezkouřový střelný prach typu 13 (též označovaný jako DC, německý kordit) a letoun o hmotnosti do 2000 kg jím mohl být katapultován rychlostí 26 m/s s přetížením 2,5 G.[57] Jako nový palubní letoun sloužil dvoumístný plovákový dvouplošník Nakadžima E4N2.[3]
- Platformu řízení palby hlavní baterie doplnil ochoz, který obepínal nosný tubus pagodového můstku. Záložní platforma řízení palby hlavní baterie byla protažena dozadu přidáním výklenku se stanovištěm hlídek.[3]
- Na Furutace byl odstraněn dlouhý kryt větrání můstku na levoboku dolního můstku a zůstala pouze jeho přední část, kterou měl i Kako.[3]
- Anténa směrového radiozaměřovače byla přesunuta z navigačního můstku na záložní platformu řízení palby hlavní baterie.

Mezi 20. listopadem 1933 a 31. lednem 1934 prošla Furutaka modernizací radiovybavení. Mezi 20. květnem a 30. červencem 1935 bylo na Kako instalováno nové elektrohydraulické ovládání kormidla, které nahradilo dosavadní parní stroj.

## Velká rekonstrukce 1936 až 1939

### Pozadí velké rekonstrukce

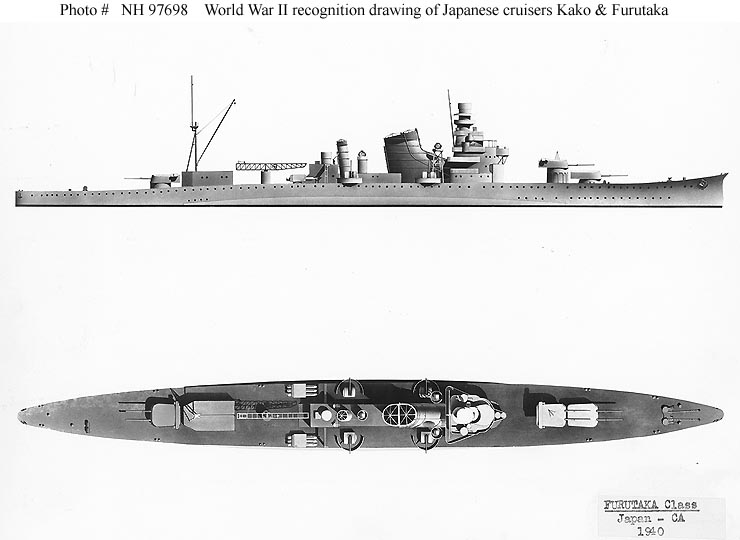
Rozpoznávací nákres křižníků třídy Furutaka používaný Spojenci za druhé světové války. Měl by zobrazovat křižníky po velké rekonstrukci, ale obsahuje množství chyb: můstek odpovídá spíše provedení před rekonstrukcí, nástavba kolem zadního komínu má chybný tvar, mřížové stěžně světlometů by měly být (vzhledem ke komínu) více vzadu, 120mm kanóny více vepředu a torpédomety (vzhledem ke katapultu) více vzadu… Navíc úplně chybí zásobníky náhradních torpéd a torpédomety jsou otočené o 180 ° do nemožné polohy. Pro potřeby jednoznačné identifikace ale tento nákres postačoval: správně zachycuje rozmístění hlavní výzbroje do dvou věží na přídi a jedné na zádi i umístění zadního stěžně s derrickem mezi katapultem a zadní dělovou věží

Podpisem ustanovení londýnské námořní odzbrojovací konference v dubnu 1930 se Japonské císařství zavázalo, že nebude stavět žádné další křižníky třídy A, neboť – s celkem dvanácti jednotkami ve službě, či rozestavěnými – již vyčerpalo limit pro tuto kategorii. Ještě před ratifikací londýnských dohod císařem éry Šówa předložil náčelník Kaigun gunreibu taišó Naomi Taniguči 27. června 1930 první návrh budoucího Programu prvního kruhu (マル1計画 Maru iči keikaku), který 23. července přijal Gundži sangikan kaigi (軍事参議官会議 ~ Nejvyšší vojenská rada). I když byl program ještě následně upravován a seškrtán, již od počátku obsahoval požadavek na přezbrojení stávajících křižníků třídy A. Jako první začala v listopadu 1934 první fáze modernizace křižníků třídy Mjókó…
Třetí revize Plánů obrany císařství (帝国国防方針 Teikoku kokubó hóšin), vyhlášená 3. června 1936, mimo jiné předpokládala nahrazení jednotek tříd Furutaka a Aoba čtyřmi novými těžkými křižníky, které měly být postaveny v rámci Programu čtvrtého kruhu (マル4計画 Maru jon keikaku). Jeho realizace se předpokládala v letech 1939 až 1945, neboť obě jednotky třídy Furutaka by v roce 1946 již přesluhovaly.
Přestože ve druhé polovině 30. let již císařské námořnictvo nebylo vázáno mezinárodními odzbrojovacími dohodami, kapacita loděnic nedovolovala rozsáhlou výstavbu nových jednotek. Modernizace stávajících jednotek ale nevyžadovala tolik zdrojů, jako stavba zcela nových. Proto byl oprášen původní návrh modernizací a plány na modernizaci třídy Furutaka byly dokončeny v polovině roku 1936. Po seškrtání Programu čtvrtého kruhu již jeho verze z roku 1937 s náhradou křižníků tříd Furutaka a Aoba nepočítala.
Projektovaná modernizace obnášela sjednocení výzbroje s novějšími křižníky císařského námořnictva, modernizaci systémů řízení palby a celkové zlepšení odolnosti jednotek. Jelikož obě jednotky trpěly poruchami turbín, které potřebovaly generální opravu, dočkaly se obě jednotky modernizace dříve, než bylo plánováno. U Kako se tak stalo již mezi 4. červencem 1936 a 27. prosincem 1937 v námořním arzenálu Sasebo. Furutaka následovala 1. dubna 1937 v námořním arzenálu Kure. Kvůli vytížení loděnice a vypuknutí druhé čínsko-japonské války se ale u ní rekonstrukce oficiálně protáhla až do 30. dubna 1939, ale ani poté nebyla Furutaka dokončená, neboť jí chyběla otočná věž dálkoměru a řízení palby hlavní baterie na vrcholu můstku.

### Trup a podpalubí
- červená - pancíř z NVNC oceli: hlavní boční pás, střední paluba a ochrana kouřovodů
- modrá - pláty z vysokotažné ocele tvořící kýl, podélná žebra, centrální vodotěsnou přepážku, vnější a vnitřní trup a horní palubu
- černá - nová protitorpédová obšívka z Dücol oceli
- zelená - další konstrukce: kouřovody, podpěry, boční kýl

Schéma řezu trupem po rekonstrukci, na úrovni žebra č. 178 s vyznačenou čarou ponoru při 2/3 zkušebním výtlaku po dokončení (LWL-O) a čarou ponoru při 2/3 zkušebním výtlaku po rekonstrukci (LWL). Legenda:

Kvůli kompenzaci nárůstu hmotnosti (u Kako o celkem 562 metrických tun) byl trup rozšířen instalací dalších výdutí protitorpédové obšívky, čímž se navíc posílila podélná pevnost trupu. I přes vyšší výtlak tak ponor narostl pouze minimálně: pouhých 5 až 7 centimetrů při 2/3 zkušebním výtlaku oproti ponoru po dokončení. Nicméně dodržet limity stability se nepodařilo už ani při 2/3 zkušebním výtlaku.
Nová protitorpédová obšívka byla tvořena pláty z ocele Dücol, tlustými 14 mm ve spodní části, 12 mm v prostřední a 10 mm v horní polovině. Horní část protitorpédové obšívky sahala téměř pod střední palubu. Uvnitř byla výduť horizontálně členěna na několik sekcí. Horní část vyplňovaly ocelové vodotěsně uzavřené trubky, které měly zajistit alespoň část vztlaku i po zásahu sekce. Pod sekcí s trubkami se nacházela dutá vodotěsná sekce, kterou bylo možno v případě potřeby zaplavit a vyrovnat tak případný náklon. Nejníže se nacházely sekce sloužící zároveň jako palivové nádrže.
Členění podpalubí na jednotlivé paluby zůstalo zachováno, ale změnilo se jejich využití. Skladovací paluba na přídi byla vyhrazena pro skladiště a kajuty posádky byly přesunuty do bývalých torpédoven a na dolní palubu. Lodní okénka na skladovací palubě byla odstraněna. Na přídi a zádi procházely skrz paluby – až k muničním skladištím pod skladovací palubou – nové barbety dělových věží hlavní baterie.

### Pohon

#### Kotelny

Schéma kotelen po rekonstrukci – legenda:
1…5 – kotelny číslo 1 až 5
111…185 – žebra č. 111 až 185
B1…B10 – kotle č. 1 až 10
M – sousedící přední skladiště munice pod skladovací palubou
T – část bývalé kotelny č. 1 přestavěná na palivovou nádrž (pod dolní palubou), respektive na velitelské stanoviště lehkých protiletadlových kanónů a ubikace posádky (na dolní palubě)
E – sousedící přední strojovny č. 1 a 2
F1 – skupina kotlů, jejichž spaliny odváděl přední komín
F2 – skupina kotlů, jejichž spaliny odváděl zadní komín
Dvojitý trup s přidanými výdutěmi protitorpédové obšívky je vyznačen modře

Kotelny byly během modernizace kompletně předělány. Oba malé kotle se smíšeným spalováním byly odstraněny, stejně jako střední kotle z přední kotelny. Po rekonstrukci nesly lodě každá deset velkých tříbubnových vodotrubných kotlů Ro-gó Kanpon šiki. Kotle spalovaly již výhradně topný olej a byly vedle předehřívačů vody a oleje vybaveny i předehřívačem vzduchu. Teplota i tlak vyvíjené páry zůstaly zachovány (156 °C a 18,3 kg/cm2).
Změnilo se též rozmístění kotelen, jejichž počet byl redukován na pět. Přední kotelna číslo 1 byla posunuta dozadu a obsahovala dva kotle umístěné vedle sebe. Část bývalé přední kotelny byla předělána na nádrž paliva, která sahala až pod dolní palubu. Na dolní palubě byl uvolněný prostor využit pro zřízení stanoviště řízení palby lehkých protiletadlových zbraní a jako ubikace posádky. Nové kotelny číslo 2 na pravoboku a 3 na levoboku rozdělovala centrální vodotěsná přepážka. Tyto nové kotelny byly rovněž posunuté dozadu, takže zabíraly prostor zadních částí starých kotelen č. 2 a 3 a předních částí starých kotelen č. 4 a 5. Nové kotelny č. 4 na pravoboku a 5 na levoboku byly umístěny v zadní části sekce kotelen a rovněž je dělila vodotěsná přepážka. V kotelnách č. 2 až 5 se nacházely vždy dva kotle naproti sobě.
Přední komín i nadále odváděl spaliny z předních osmi kotlů. Spaliny ze zbývajících dvou kotlů v zadních strojovnách odváděl zadní komín, který byl – vzhledem k polovičnímu množství kouřovodů – zúžen. Úzký zadní komín představoval další rozpoznávací znak třídy Furutaka po rekonstrukci oproti třídě Aoba.
Celková zásoba paliva stoupla na 1858 tun topného oleje, čehož se podařilo dosáhnout přestavbou uhelných skladišť, přední části bývalé přední kotelny a využitím dolních sekcí nové protitorpédové obšívky. Nový dosah po rekonstrukci byl 7900 námořních mil (14 630,8 km) při 14 uzlech (25,9 km/h).

#### Hlavní a pomocné strojovny

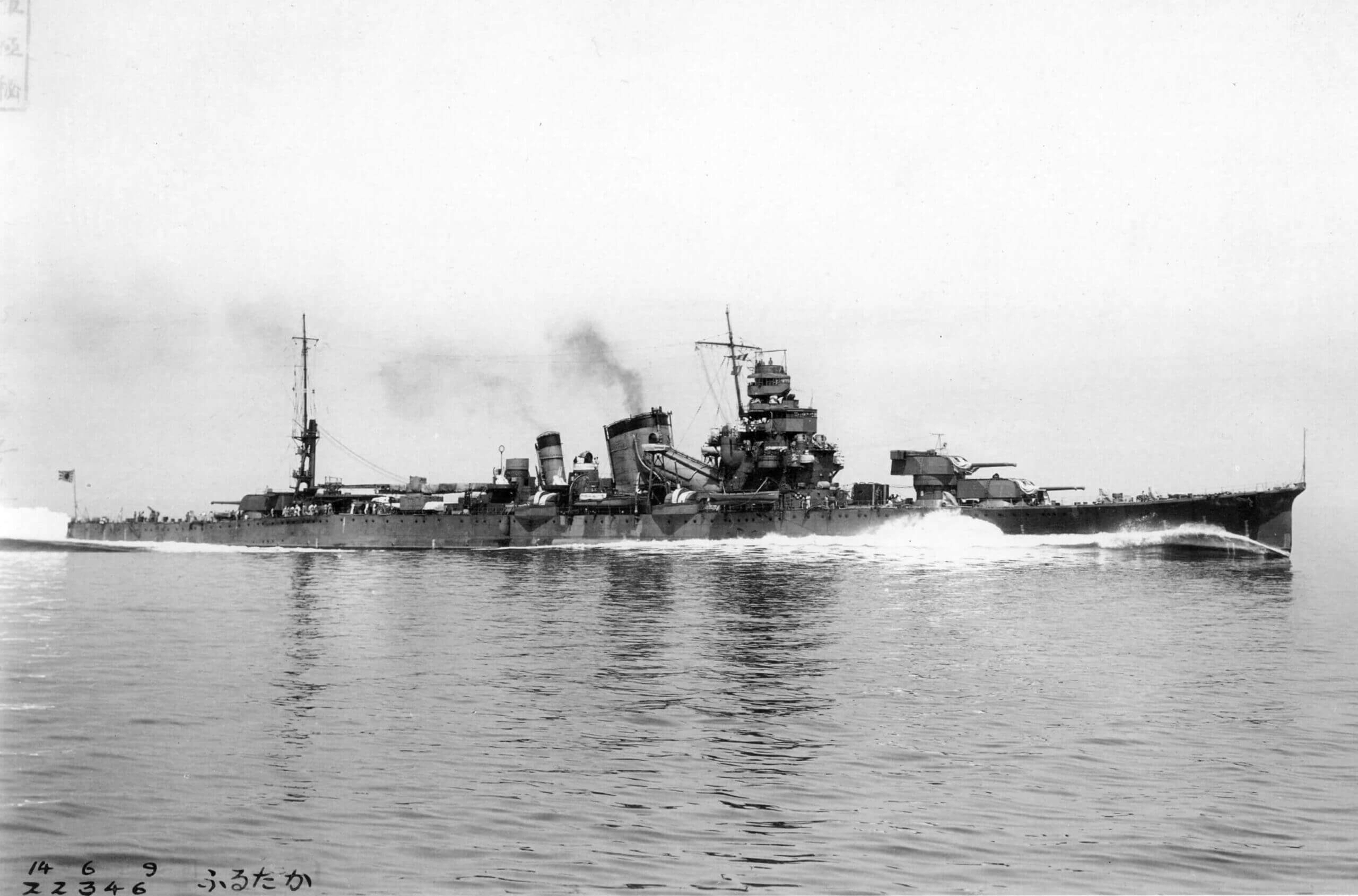
Furutaka po rekonstrukci při rychlostních zkouškách u Ugurudžimy 9. června 1939: 10 630 tun plujících rychlostí 32,95 uzlů

Hlavní strojovny nečekala taková radikální přestavba, jaké se dostalo kotelnám, pouze byly vyměněny rotory turbín. Nový výkon turbín byl projektován na 110 000 koňských sil na hřídeli (80 904,9 kW), ale ve skutečnosti se nepodařilo dosáhnout ani výkonu po dokončení: Furutaka při rychlostních zkouškách 9. června 1939 vytáhla ze svých strojů 103 340 koní na hřídeli (76 006,4 kW). Tomu při výtlaku 10 630 tun odpovídala rychlost 32,95 uzlů (61,023 km/h).
V pomocných strojovnách byly ke stávajícím čtyřem motorgenerátorům instalovány tři nové turbogenerátory: jeden 300kW v přední pomocné strojovně a dva 135kW v zadní pomocné strojovně. Tím celkový výkon generátorů stoupl na 885 kW.

### Nástavby
Související informace lze nalézt také v sekci Prostředky řízení palby
V souvislosti se zrušením staré přední kotelny a instalací nových systémů byl můstek kompletně přestavěn a počet jeho úrovní se zvýšil zřízením středního můstku (中部艦橋 čúbu kankjó). Celková výška ale zůstala nezměněna. I nadále můstek tvořila pagoda s centrálním tubusem. Nových osm úrovní můstku bylo (odzdola nahoru):

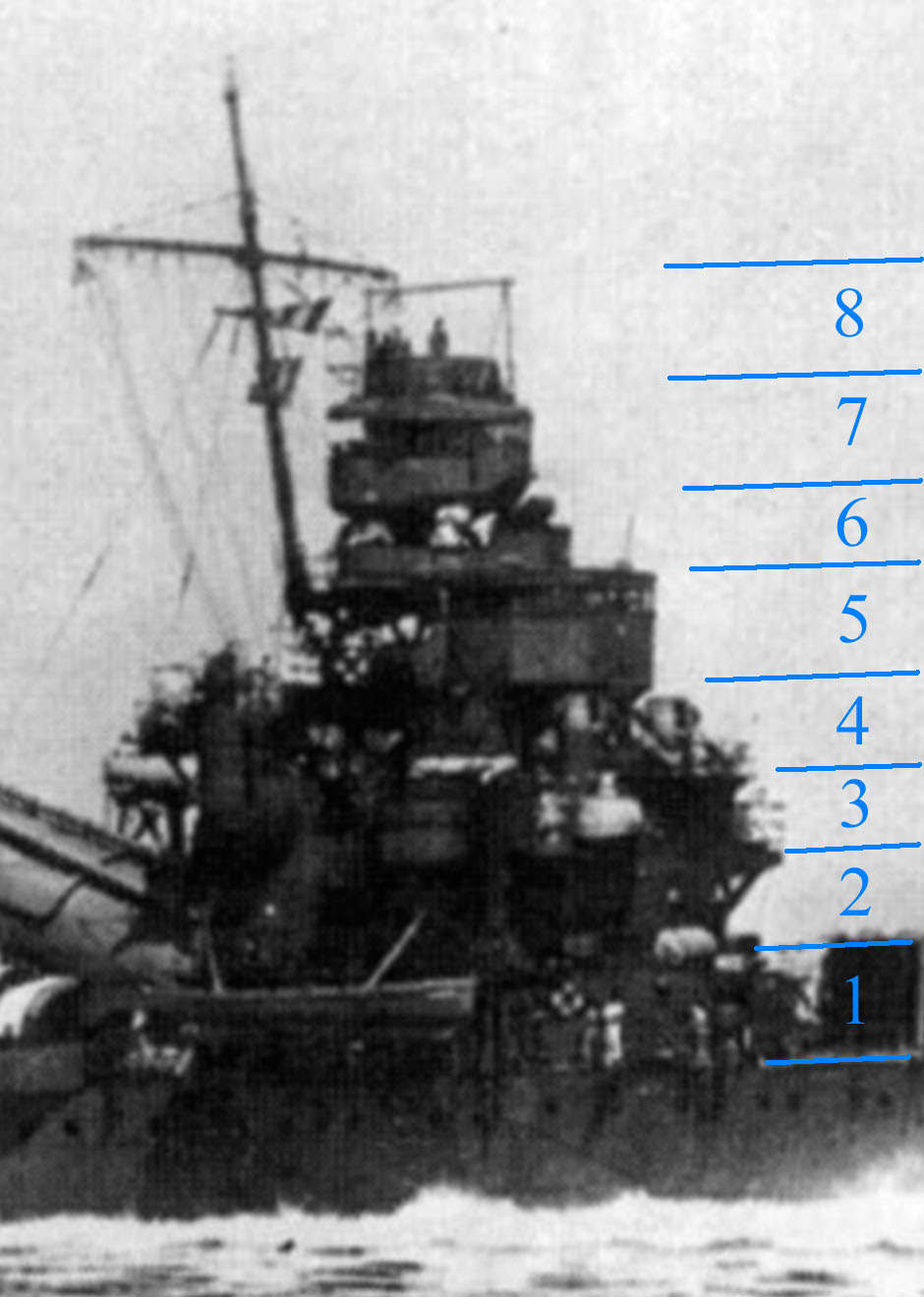
Úrovně můstku – detail z fotografie Furutaky při rychlostních zkouškách. Číslování úrovní odpovídá popisu v textu. Nejvýše umístěná věž dálkoměru a zaměřovače ještě nebyla nainstalována

1. Nejníže položené patro na úrovni horní paluby mělo stále tvar písmene U, ale zrušením přední kotelny se kouřovody probíhající vybráním v můstku posunuly více dozadu. Po odstranění větrání staré přední kotelny bylo uvolněné místo využito pro instalaci telegrafu a místnosti řízení škod.[70]
2. Druhé patro tvořil dolní můstek, ze kterého bylo odstraněno vyústění větrání kotelny č. 1 a na kterém se nyní nacházela šifrovací místnost, bezdrátový telefon a různá skladiště.[70]
3. Třetí patro tvořil střední můstek přestavěný z horního můstku. V přední části se nacházela kormidelna, chráněná 36 mm silným pancířem z ocele Dücol (sestaveného ze dvou 18mm plátů). Také se tu nacházely kajuty navigačních důstojníků. Na vnější straně se vepředu nacházely dvě věžičky hlídek vybavené dalekohledy (po jedné na levoboku a pravoboku).[70]
4. Čtvrté patro tvořil horní můstek přestavěný z navigačního můstku. V přední části se nacházela platforma se dvěma 13,2mm dvojčaty typu 93, za kterými se nacházely dva 1,5m navigační dálkoměry typu 14 v charakteristických věžičkách tvaru komolého rotačního kužele. Uvnitř horního můstku se nacházela rádiová místnost, sakusen šicu a odpočinkové kajuty (休憩室 kjúkei šicu) kapitána a vlajkových důstojníků.[70]
5. Páté patro tvořil nově k tubusu přistavěný navigační můstek, který se tak nacházel o patro výš, než před přestavbou. V jeho uzavřené přední části se nacházely magnetický kompas, gyrokompas a 12cm a 18cm dalekohledy. Na otevřeném ochozu kolem tubusu se nacházely navigační světlomety, prostředky řízení palby torpéd a v zadní části signální plošina. Ochoz částečně kryla střecha, která navazovala na střechu navigačního můstku. Uvnitř tubusu se nacházela mapová místnost. Na střeše navigačního můstku se nacházel pár antén radiotelefonu.[70]
6. Šesté patro tvořila plošina řízení protiletadlové palby (高射指揮所 kóša šiki šo) s 8cm a 12cm dalekohledy, které ale mohly být využity i pro vyhledávání cílů pro světlomety a tak se na stranách této plošiny nacházely i dva zaměřovače světlometů typu 94 (探照燈管制器 tanšótó kansei ki).[70]
7. Sedmé patro tvořila uzavřená sokuteki šo s dalšími dalekohledy a sokutekiban.[70]
8. Nejvýše byla umístěna otočná věž dálkoměru a řízení palby hlavní baterie, která měla průměr tři metry, výšku 2,25 metrů a mohla se otáčet o 360 °.[70] Na Furutaku byla věž instalována až po oficiálním dokončení rekonstrukce a během rychlostních zkoušek 9. června 1939 ji ještě stále nenesla.[64]

Změn doznaly i další nástavby. Bývalá plošina světlometů mezi komíny byla odstraněna a kolem zadního komínu byla vybudována prostřední nástavba, na které se v přední části nacházel 110cm světlomet typu 92. Další dva 110cm světlomety typu 92 se nacházely na mřížových stěžních vedle předního komínu. Po stranách prostřední nástavby se nacházely čtyři 25mm palposty a za komínem se nacházela záložní platforma řízení palby hlavní baterie a anténa radiozaměřovače. Zadní nástavba, na které se dříve nacházela lafetace č. 5 hlavní baterie, byla posunuta dopředu a nacházela se v ní telegrafická místnost.

### Výzbroj

#### Primární baterie
Původní 200mm kanóny byly během rekonstrukce nahrazeny 203,2mm kanóny typu 3. roku umístěnými ve třech dvouhlavňových dělových věžích. Samotné kanóny byly ve skutečnosti převrtané 200mm kanóny typu 3. roku, demontované v letech 1933 a 1934 z těžkých křižníků Ašigara a Haguro. Dělové věže modelu E2 vypadaly z vnějšku jako model E (použitý na většině křižníků třídy Takao), ale uvnitř byly řešené stejně jako model C (použitý na třídě Aoba). Sklady munice a prachových náplní zůstaly pod skladovací palubou. Každé dělo zásobovaly municí dvě zdviže (jedna pro granáty a druhá pro prachové náplně), které vedly z manipulačních místností pod pancéřovanou skladovací palubou, až do dělových věží. Rychlost střelby se podařilo zvýšit na 3 výstřely za minutu.
Barbety nad skladovací palubou chránil 57mm pancíř z NVNC oceli. Dělové věže číslo 1 (na přídi) a 3 (na zádi) byly na horní palubě, zatímco dělová věž číslo 2 byla vyvýšená a její barbeta byla proto vyšší. Samotné dělové věže chránil zepředu, zezadu, zboku a seshora 25mm pancíř z NVNC oceli.

#### Sekundární baterie a protiletadlová výzbroj

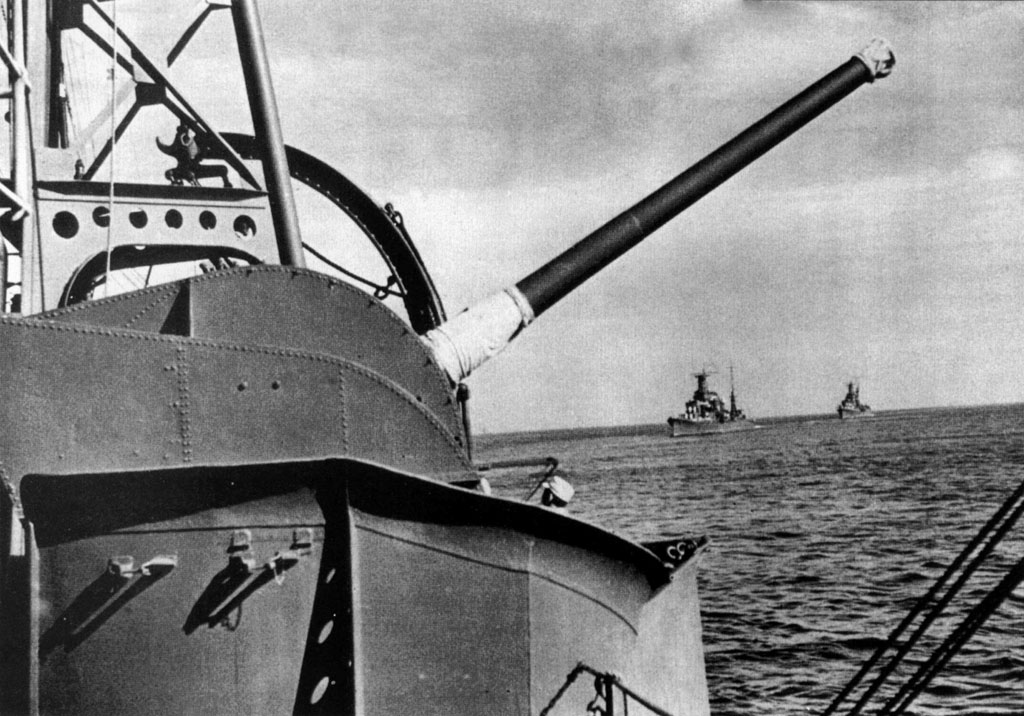
120mm kanón typu 10. roku v lafetaci B_{2} na palubě Kako. Jedná se lafetaci č. 2 (přední, levoboční) při pohledu směrem k zádi

Role sekundárního a těžkého protiletadlového dělostřelectva zůstala 120mm kanónům typu 10. roku. Jejich muniční zdviže byly modernizovány a zadní pár 120mm kanónů byl posunut víc dopředu, aby uvolnil místo zásobníkům náhradních torpéd na horní palubě.
Obě 13,2mm dvojčata byla přemístěna z platforem na boku můstku na novou platformu v přední části horního můstku. Munici jim dodávaly nové zdviže instalované v přední části můstku.
Protiletadlovou výzbroj doplnily čtyři nové dvouhlavňové komplety 25mm protiletadlových kanónů typu 96, které se tou dobou stávaly standardní protiletadlovou výzbrojí císařského námořnictva. Tato dvojčata byla umístěna na visutých platformách prostřední nástavby: přední dvojice na bocích mezi 110cm světlometem a zadním komínem, zadní dvojice po stranách záložní platformy řízení palby hlavní baterie.

#### Torpédomety

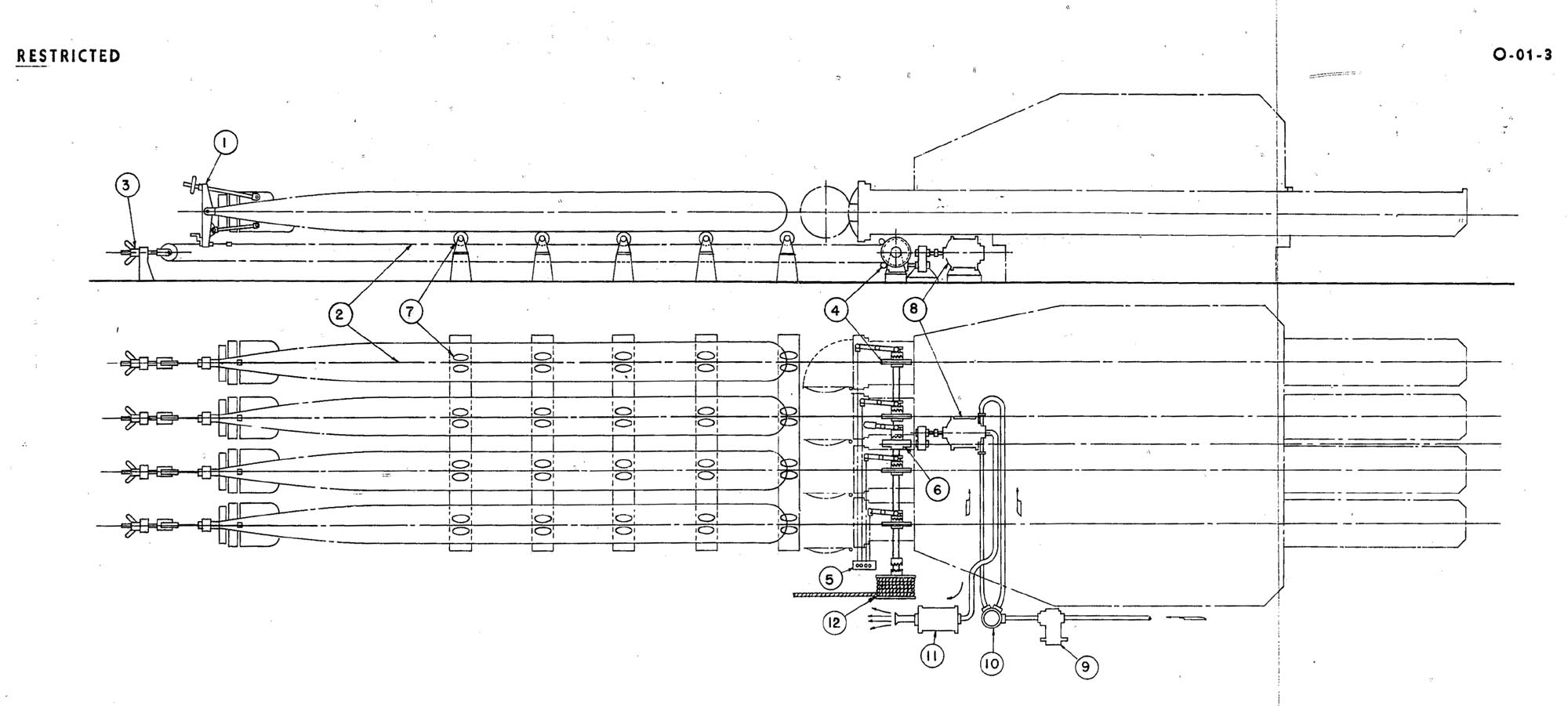
Schéma torpédového rychlonabíjecího systému instalovaného na křižnících císařského námořnictva

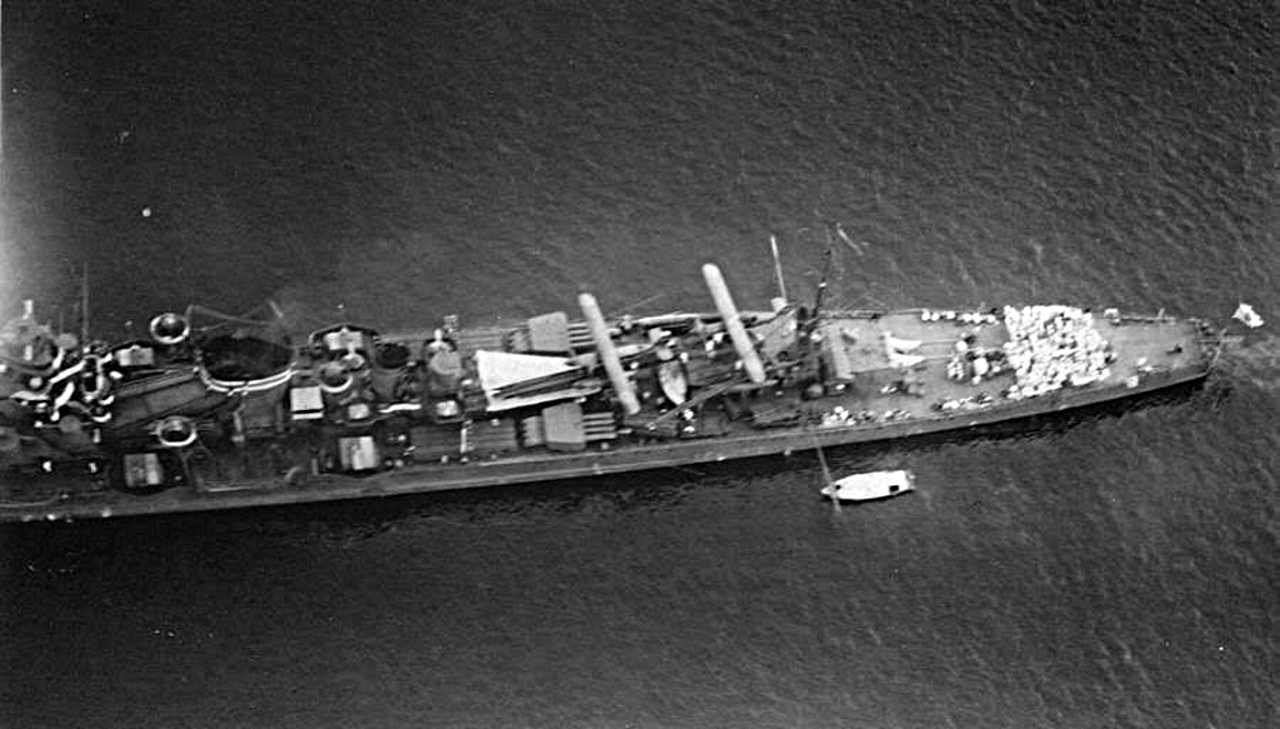
Střed a záď Kako po přestavbě. Všimněte si umístění torpédometů a zásobníků náhradních torpéd. Dobře je též vidět nové rozmístění 110cm světlometů a 120mm a 25mm kanónů. Jeden hydroplán E7K2 je umístěn na katapultu, zatímco druhý na vozíku na zadní nástavbě

Velká rekonstrukce obnášela i kompletní přepracování torpédové výzbroje. Zkušební exploze na trupu bitevní lodě Tosa v červnu 1924 a katastrofa minonosky Tokiwa, na které 1. srpna 1927 explodovala jedna z nesených min, ukázaly, jaké nebezpečí představuje umístění torpéd a jejich explozivních hlavic uvnitř uzavřeného trupu. Daly tak za pravdu Hiragovi, který na nebezpečí upozorňoval od samého počátku.
Pro obě jednotky třídy Furutaka to mělo za následek zrušení torpédoven s pevnými torpédomety. Jelikož se již císařskému námořnictvu podařilo vyřešit problém špatného úhlu vstupu torpéda do vody, byla nová dvojice čtyřhlavňových otočných zakrytovaných 610mm torpédometů typu 92 model 1 instalována na horní palubu, po stranách přední části katapultu. Každý manuálně otáčený torpédomet typu 92 model 1 měl hmotnost 18,3 tuny. V nabíjecí poloze mířily oba torpédomety dozadu, rovnoběžně s podélnou osou plavidla, a bylo možno je otočit o 110 ° do stran. Vytočení o celých 110 ° vyžadovalo přibližně 34,2 sekundy.
Mezi torpédomety a zadním párem 120mm kanónů se po stranách prostřední nástavby nacházely zásobníky náhradních torpéd s rychlonabíjecím zařízením. Každé rychlonabíjecí zařízení poháněl motor na stlačený vzduch o výkonu 10 koňských sil (7355,0 W) a s jeho pomocí dokázala vycvičená obsluha přebít torpédomety během dvou až pěti minut. Každý zásobník pojal čtyři torpéda, takže celková kapacita nesených torpéd byla 16 kusů (8 v torpédometech a 8 v zásobnících). Po rekonstrukci se jednalo o torpéda typu 90, plněná ještě stlačeným vzduchem, ale roku 1940 byla vyměněna za extrémně výkonná torpéda typu 93 model 1 – „dlouhá kopí“ plněná nadkriticky kapalným kyslíkem.
V bývalé zadní torpédovně byly umístěny kompresory pro stlačování vzduchu a později i aparatura pro výrobu stlačeného kapalného kyslíku o výkonu 130 litrů/hodinu a tlaku až 300 kg/cm2 (29,4 MPa).

#### Prostředky řízení palby
Řízení palby hlavní baterie sice zůstalo založené na metodě „sleduj zaměřovač“, ale došlo k obměně systémů řízení palby. Určení vzdálenosti cíle měly po rekonstrukci zajistit tři šestimetrové koincidenční dálkoměry typu 14. Jeden se nacházel v zadní části otočné věže řízení palby na vrcholu můstku a zbývající dva se nacházely na dělových věžích číslo 2 a 3. V přední části otočné věže řízení palby na můstku se nacházel zaměřovač typu 94. Druhý zaměřovač typu 94 se nacházel na záložní platformě řízení palby hlavní baterie za zadním komínem. Zaměřovače a dálkoměry doplňoval jeden sokutekiban typu 92 v sokuteki šo a jeden analogový balistický počítač typu 92 (射撃盤 šagekiban) ve vyhodnocovací místnosti pod můstkem na dolní palubě. Počítač vypočítal odchylky odměru a náměru (na základě azimutu cíle získaného ze zaměřovače, vzdálenosti z dálkoměrů a rychlosti a kurzu cíle ze sokutekiban), které předal zpět zaměřovači. Ten je použil k výpočtu konečných hodnot náměru a odměru, které byly následně předány dělovým věžím.
Systémy řízení palby 120mm kanónů byly přemístěny a dálkoměry obměněny. Původně sice měl být instalován moderní systém řízení palby typu 94, ale stejně jako na většině těžkých křižníků císařského námořnictva si i třída Furutaka nakonec ponechala starý systém řízení palby typu 91. Jeho věžičky, kombinující zaměřovač a balistický počítač, byly umístěny po stranách zadní části horního můstku. Systém řízení palby typu 91 podporovaly dva protiletadlové 4,5m stereoskopické dálkoměry typu 94, jejichž věžičky se nacházely po stranách přední části středního můstku, za věžičkami hlídek.
K zaměřování 25mm kanónů byly instalovány dva zaměřovače typu 95 (高射射撃装置 kóša šageki sóči), jejichž věžičky se nacházely po stranách střední části horního můstku. Palba 25mm kanónů byla řízena z nově vytvořeného velína na dolní palubě v prostorách bývalé přední kotelny.
Systém řízení palby torpéd se po rekonstrukci opíral o dva torpédové zaměřovače typu 91 model 3 a dva panely řízení palby typu 92 (発射指揮盤 haša šikiban), umístěné po stranách navigačního můstku, dva torpédové sokutekiban typu 93, umístěné v sokuteki šo, a jeden analogový torpédový počítač typu 93, umístěný ve vyhodnocovací místnosti pod můstkem na dolní palubě.

### Letadla a vybavení pro jejich obsluhu
Modernizace leteckého parku si vynutila instalaci výkonnějšího katapultu. Proto byl na místo původního instalován nový 19,4 m dlouhý katapult typu Kure č. 2 model 3 modifikace 1 (呉式2号3型改1射出機 Kure šiki 2-gó 3-gata kai-1 šašucuki), který byl schopný katapultovat letoun o hmotnosti až 3000 kg a udělit mu počáteční rychlost 27 m/s při zrychlení 2,7 G. I tento katapult poháněl bezkouřový střelný prach typu 13.
Po rekonstrukci nesly obě jednotky po dvou třímístných plovákových dvouplošnících Kawaniši E7K2: jeden na katapultu a druhý na zadní nástavbě. Hangár byl odstraněn.
K manipulaci s těžšími hydroplány byl na zadní stěžeň instalován mohutnější derrick. Nádrže paliva pro hydroplány se nacházely v zadní části nákladového prostoru pod skladovací palubou.

## Poslední předválečné a válečné modifikace

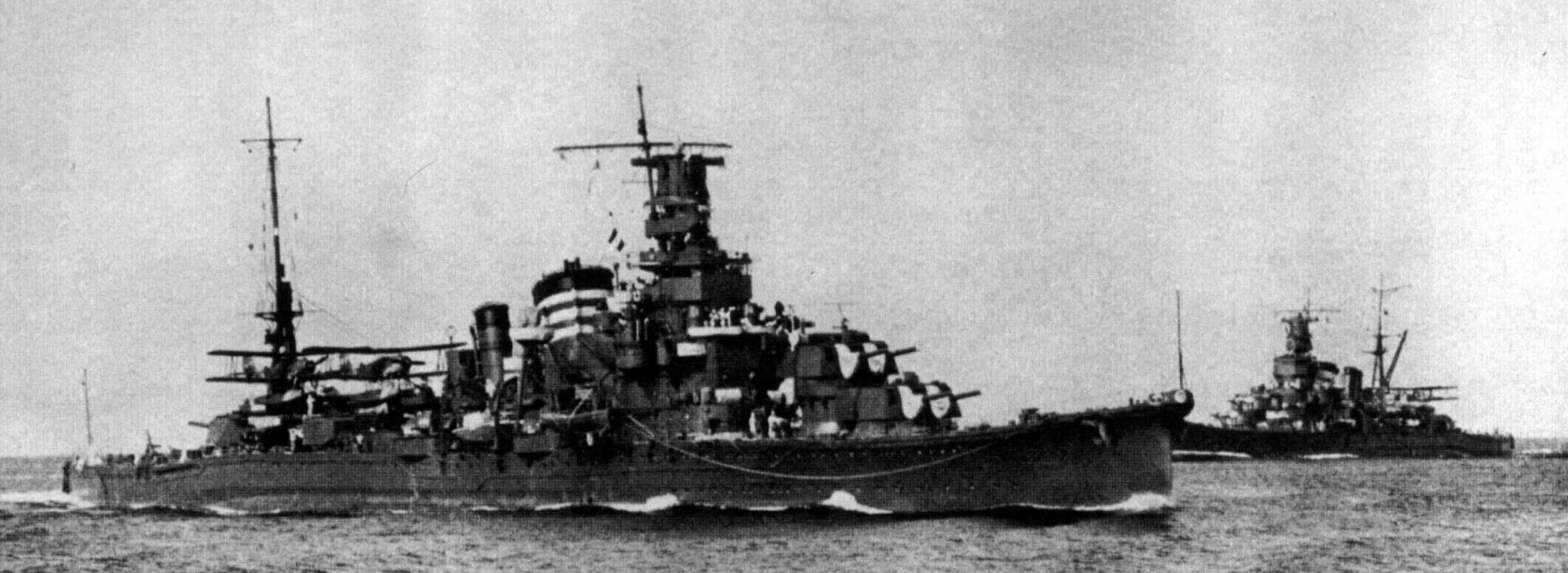
Furutaka počátkem listopadu 1941, již s instalovanou věží dálkoměru a řízení palby hlavní baterie na vrcholu můstku, demagnetizačními cívkami podél trupu a se dvěma nesenými E7K2. Všimněte si rozdílné siluety v pozadí plujícího křižníku Kinugasa z třídy Aoba, dané umístěním katapultu za zadním stěžněm

Po velké rekonstrukci, až do potopení obou jednotek, již byly prováděny pouze menší modifikace a údržba. V roce 1941 byly instalovány demagnetizační cívky kolem horní části trupu. Ty měly lodě ochránit před minami a torpédy s magnetickými roznětkami. Furutaka byla cívkami vybavena během pobytu v suchém doku v druhé polovině září a Kako mezi 14. a 24. listopadem 1941. Fotograficky je doložena instalace čtyř generátorů umělého kouře na zádi Kako v blíže neurčeném období. Instalace skluzavek hlubinných náloží na Kako a Furutace v posledních měsících jejich kariéry není potvrzená.
V období mezi únorem 1939 a listopadem 1941 vyměnil Kako jeden E7K2 za dvoumístný plovákový dvouplošník Nakadžima E8N1. Furutaka nesla stejné složení letounů (1 E7K2 a 1 E8N1) v období mezi červnem 1939 a listopadem 1940. Po tomto období se obě jednotky vrátily k leteckému parku tvořenému dvěma E7K2. Někdy v létě či na podzim 1942 byl jeden z E7K2 na každé lodi nahrazen třímístným plovákovým jednoplošníkem Aiči E13A1 a toto složení leteckého parku si obě jednotky ponechaly až do svého potopení.

## Jednotky třídyFurutaka
| Číslo | Jméno           | Loděnice           | Položení kýlu      | Spuštění       | Přijetí do služby | Osud                                                                                |
| ----- | --------------- | ------------------ | ------------------ | -------------- | ----------------- | ----------------------------------------------------------------------------------- |
| 1     | Kako (加古)     | Kawasaki, Kóbe     | 17. listopadu 1922 | 10. dubna 1925 | 20. července 1926 | 10. srpna 1942 potopen ponorkou USS S-44 severně od Nového Irska                    |
| 2     | Furutaka (古鷹) | Micubiši, Nagasaki | 5. prosince 1922   | 25. února 1925 | 31. března 1926   | 11. října 1942 potopena v bitvě u mysu Esperance americkými křižníky a torpédoborci |

### Rozlišovací znaky
Obě jednotky se po dokončení od sebe vizuálně navzájem odlišovaly vedením parovodních trubek na předním komínu a instalací dlouhého krytu ventilace na levoboku dolního můstku Furutaky. Tento kryt byl ale při rekonstrukci na přelomu let 1932/1933 odstraněn a zůstala pouze jeho přední část, kterou mělo i Kako.

## Zhodnocení

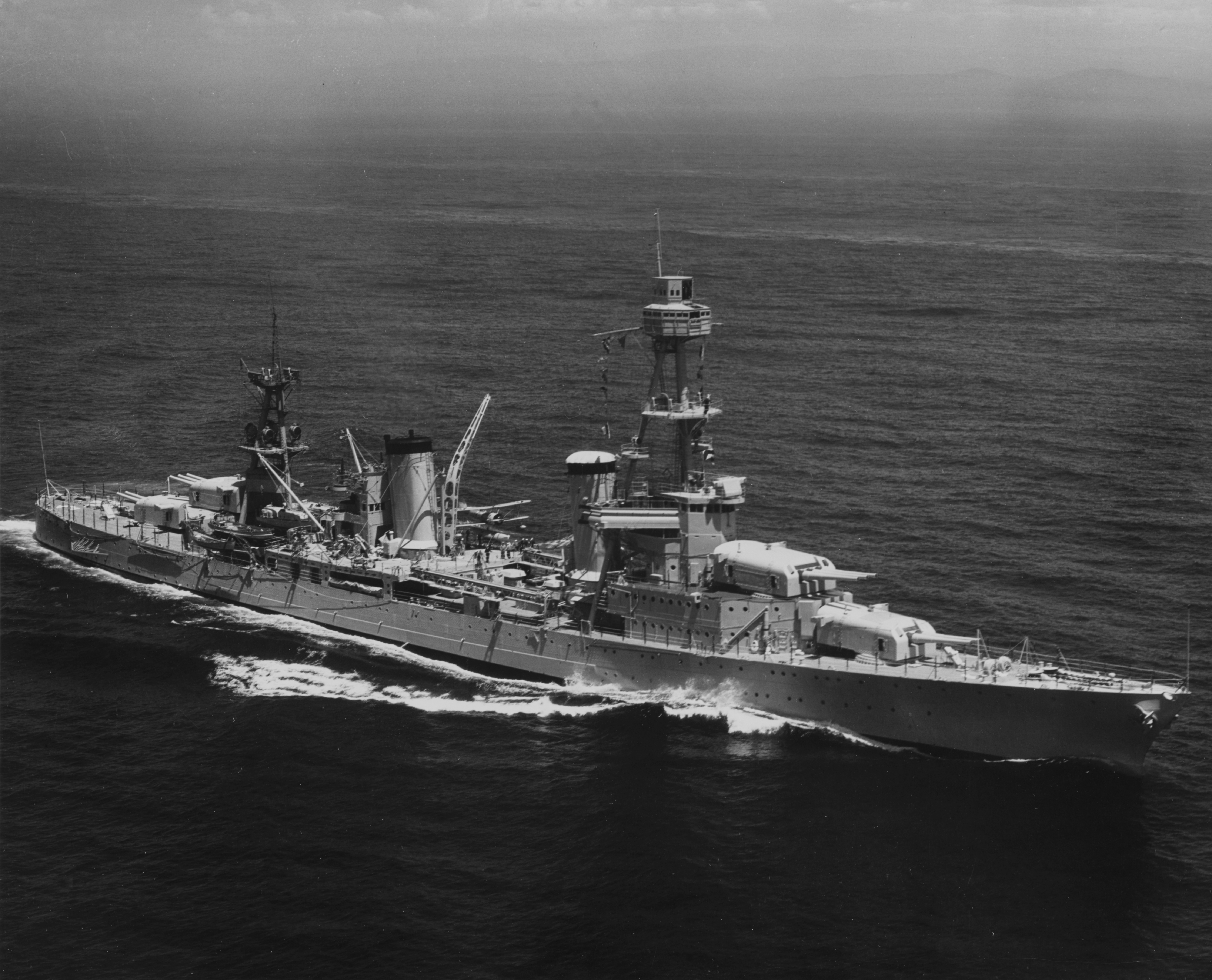
První těžké křižníky, které se mohly postavit japonským 7500T křižníkům, získalo americké námořnictvo až koncem 20. let v podobě dvou jednotek třídy Pensacola. Ta byla ale navrhována spíš až jako odpověď na japonskou třídu Mjókó. Zde USS Pensacola (CA-24) v září 1935

Třída Furutaka se stala vzorem pro následující těžké křižníky císařského námořnictva. Na rozdíl od pozdějších konstrukcí – kterými se císařské námořnictvo snažilo získat výhodu v powashingtonském systému – byly jednotky třídy Furutaka stabilnější a pevnější. Sice i na trupu Furutaky bylo, při pobytu v suchém doku od února do dubna 1932, zjištěno uvolnění více než 3000 nýtů, k dodatečnému podélnému zpevnění trupu po incidentu 4. loďstva (jako např. u třídy Mjókó) ale nedošlo.
Ani jedna z jednotek třídy Furutaka se do střetnutí s nepřítelem, vůči kterému byla projektována, nedostala. Rovněž nedošlo ani na očekávanou rozhodující bitvu, ve které by křižníky třídy Furutaka prorážely cestu vlastním torpédoborcům skrz linii amerických křižníků při nočním útoku na hlavní síly US Navy. Své kvality ale 7500T křižníky ukázaly během bitvy u ostrova Savo, kde – spolu s jediným modernějším křižníkem Čókai – rozstřílely modernější a silněji vyzbrojené americké a australské těžké křižníky. Při návratu z této bitvy se Kako stal obětí tří ponorkových torpéd Mark 10, která zasáhla pravobok v prostoru mezi dělovou věží číslo 1 a kotelnou č. 2: 250kg TNT v každé z hlavic těchto jinak zastaralých torpéd dokázalo způsobit rozsáhlý průnik vody, který vedl k převrácení a potopení křižníku během sedmi minut.
Během bitvy u mysu Esperance inkasovala Furutaka zásah do levobočního torpédometu na palubě. Vzniklý rozsáhlý požár, živený kyslíkem z uskladněných torpéd, učinil z Furutaky lákavý cíl pro americké dělostřelce a Furutaka se následně potopila po přibližně 90 zásazích.